# Les Saisons (James Thomson)
Vous lisez un « article de qualité » labellisé en 2017.
Pour les articles homonymes, voir Les Saisons.
Les Saisons (The Seasons en anglais) est un ouvrage en vers de James Thomson (1700-1748). Publié chez John Millan en 1730, il a fait ensuite l'objet de plusieurs modifications parues successivement en 1744 et en 1746 sous les auspices d'Andrew Millar et G. Strahan ou encore de Robert Bell.
Il se compose de quatre poèmes consacrés aux différentes saisons de l'année ; le premier, L'Hiver, écrit en avril 1726, est suivi de L'Été en février 1727, Le Printemps en 1728 et L'Automne en 1730. Traduit en allemand dès 1745, le poème a inspiré l'oratorio de Haydn Les Saisons par l'intermédiaire de Gottfried van Swieten.
L'ensemble se présente comme une suite de poèmes, mais est découpé selon le calendrier de l'année. Chaque Saison est dédiée à une personnalité différente et est précédée d'un argument résumant son déroulement factuel et la logique ayant présidé à sa construction. Si l'intention didactique est affichée, l'ensemble se démarque des poèmes généralement consacrés à la nature en cette première moitié du XVIIIe siècle, Les Saisons insufflant au genre une vitalité nouvelle.
De plus, des sources d'intérêts inusitées apparaissent, comme la prédominance accordée à la nature et non plus à l'homme ; de même, des thèmes insolites se font jour, essentiellement d'inspiration scientifique, issus de la philosophie de l'observation qui, à la suite de Locke et de Newton, s'oppose à la logique de l'apriorisme entretenue sur le continent par la tradition de Descartes et Leibniz. D'autres influences encore se font sentir : le retour à une certaine tradition chaucérienne, la présence de Spenser (1552-1659) quoique moins sensible que dans Le Château d'Indolence, et surtout celle de Milton (1608-1674), ne serait-ce que par l'emploi du vers blanc qui permet à Thomson de se libérer du carcan du distique héroïque (heroic couplet).
En ce sens, bien que Thomson ne se soit jamais inscrit en rupture avec Pope — qui d'ailleurs révisa les dernières éditions —, avec Les Saisons, il n'est plus tout à fait dans son temps tout en faisant corps avec lui, s'en inspirant sans cesse et s'en échappant toujours, à la fois résolument classique, mais portant des signes annonçant les prémices du romantisme.

## Publication et résumé du poème

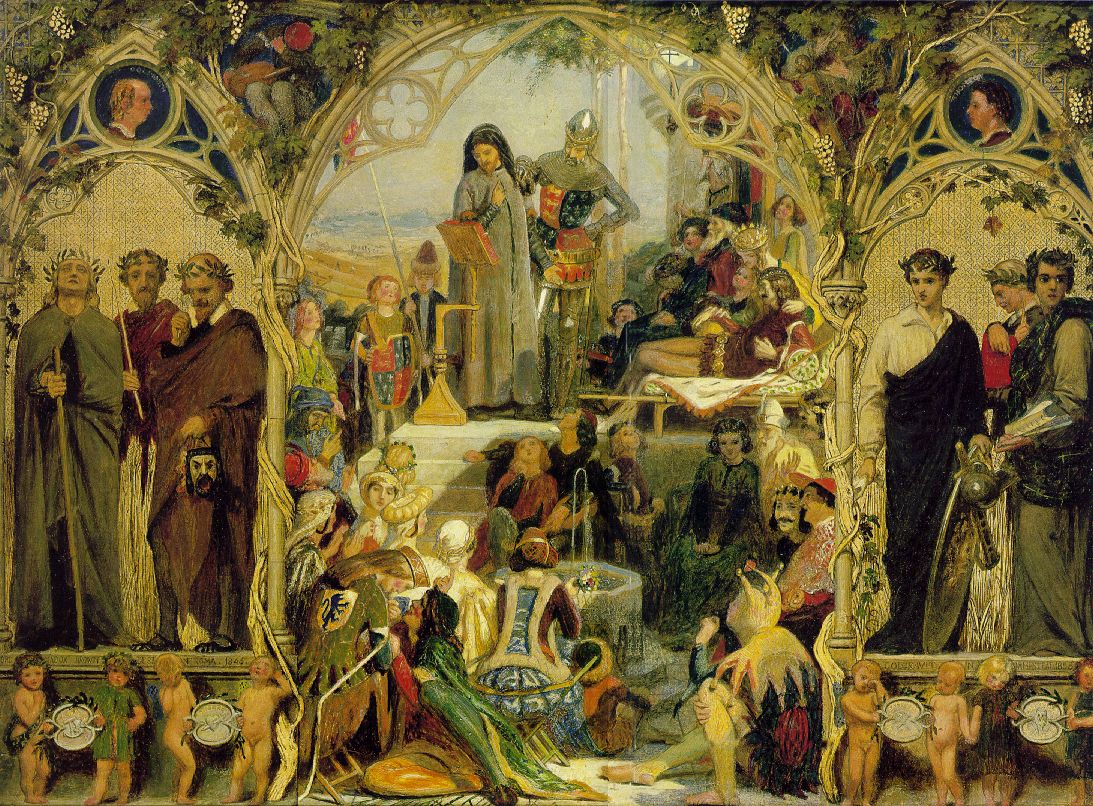
Les semences et les fruits de la poésie anglaise, par Ford Madox Brown.

De fait, Les Saisons a été écrit et publié dans le désordre.
Thomson avait abandonné ses études de théologie à l'université d'Édimbourg et quitté son Écosse natale en 1725 et, après quelques mois d'errance à Londres, avait obtenu le poste de précepteur du fils de Charles Hamilton, Lord Binning.
Le jeune homme s'installa non loin de leur vaste propriété de East Barnet (en) et aussitôt s'essaya à un nouveau moyen d'expression, le vers blanc ; bien que rien n'indique si une partie en avait déjà été rédigée avant son départ de Leith, L'Hiver était prêt dès la fin de la saison froide et parut en avril 1726. Une deuxième édition fut publiée le 11 juin 1727, bientôt suivie de deux nouvelles réimpressions avant la fin de l'année. Aaron Hill, l'un des oracles littéraires de l'époque, le trouva particulièrement à son goût, et le dédicataire, Spencer Compton (1er comte de Wilmington), speaker de la Chambre des communes, octroya 20 guinées au jeune poète qui, peu comblé par ce don, mais réconforté par la faveur du public, se lança dans le deuxième volet de sa série, L'Été, qui fut publié en février 1727.
Ce deuxième volet comportait une préface dans laquelle Thomson faisait part de son désir de compléter la série et surtout définissait sa posture artistique, centrée sur la Nature :
« I know no subject more elevating, more amazing, more ready to the poetical enthusiasm, the philosophical reflection, and the moral sentiment than the works of nature. Where can we meet such variety, such beauty, such magnificence? All that enlarges and transports the soul. »
« Je ne connais point de sujet plus élevé, plus divertissant, plus prompt à susciter l'enthousiasme du poète, la réflexion philosophique, le sentiment moral que les œuvres de la nature. Où trouver une telle variété, semblable beauté, une égale munificence ? De quoi embellir et transporter l'âme. »
Cette préface, supprimée des éditions complètes des Saisons publiées du vivant de Thomson, est incluse dans l'édition Oxford Standard Authors de ses œuvres poétiques, dirigée par J. L. Robertson en 1908, en pages 239-242.
L'Hiver comporte quatre mouvements dans chacun desquels la nature est décrite selon un schéma similaire : d'abord, l'accent se focalise sur un aspect dysphorique avant que les vers n'amorcent un redressement : au morne et cruel succède une « philosophie mélancolique » ; le blizzard glacial est suivi par la pénétration de la majesté des éléments, que concluent des considérations sur Dieu ; le cœur de la saison enferme le poète en ses murs avec ses livres pour seuls compagnons, « compagnie paradisiaque » (Society Divine) mêlant le plaisir esthétique au sentiment moral ; en définitive, la saison des frimas, par la brièveté des jours, aura hâté le pas vers l'Éternité tout en régénérant les sols (Life undecaying) et préparant le printemps.
En mai 1726, Thomson, qui avait quitté son poste chez Lord Binning, officiait dans une école réputée de Londres, la Watts Academy, comme précepteur de Lord George Graham, le fils cadet du duc de Montrose. L'établissement préconisait l'enseignement de Newton (1642-1727) auquel Thomson voua un culte toute sa vie. De fait, L'Hiver comprenait déjà des passages dévolus à divers phénomènes scientifiques : les vapeurs du bitume, l'éclair, le brouillard, etc., et L'Été poursuivait dans la même veine : publié en 1727 et dédié à George Dodington, 1er baron de Melcombe (Bubb Dodington), il se préoccupait en effet de gravitation ou de réfraction optique, etc., toutes disciplines débattues à la Royal Society. L'argument de ce dernier poème fait état de la progression d'une journée d'été avec, en prélude, quelques réflexions sur les « corps célestes » auxquels le poète revient dans sa conclusion, et au milieu un panégyrique de la Grande-Bretagne.
Le Printemps, publié l'année suivante (1728) par Andrew Millar qui, selon le Dr Johnson, « fit monter le prix de la littérature », est dédié à la comtesse de Hertford, future duchesse de Somerset, elle-même dévouée aux belles lettres. Il propose comme développement la montée de la nouvelle saison dans la nature, selon la hiérarchie des choses, minérales et vivantes, ses effets sur les légumes, les animaux et enfin sur l'homme. La conclusion est consacrée à l'amour dont le poète blâme les passions, par essence irrégulières et sans limites, et loue la mesure d'un sentiment « pur et heureux ».

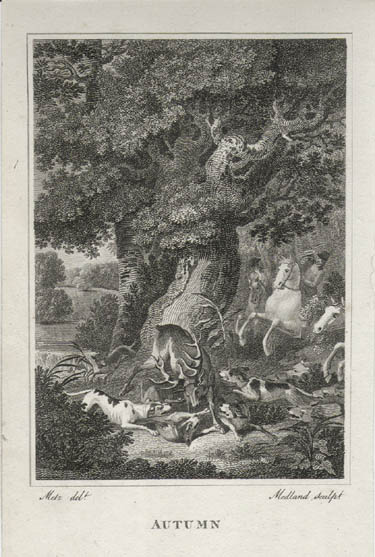
Illustration de L'Automne, par Thomas Medland.

L'Automne paraît en 1730, mais dans un recueil comprenant l'ensemble des quatre poèmes. Il est dédié à Mr Onslow, le speaker de la Chambre des communes. Le poète y offre la vue de la campagne prête pour la moisson, mais bientôt soumise à un orage de saison. Suivent les horreurs de la chasse et une parodie de la chasse à courre, avec son habituelle beuverie. Le brouillard conduit à une digression sur les cours d'eau, puis le poète s'attache aux oiseaux et à leur mode d'habitation, notant au passage le prodigieux nombre de volatiles présents sur les îles des côtes Ouest et Est de l'Écosse. La fin de la journée approche, le crépuscule envahit l'espace et les bois apparaissent sous leurs couleurs fanées. Quelques météores trouent la nuit et le matin s'éveille au Soleil radieux ; les moissons rentrées, la joie envahit la campagne, ce qui conduit à un panégyrique de la vie rurale.
En différentes additions, Thomson incorpora peu à peu d'autres données à son poème, inspirées de diverses sources, mais notablement des Géorgiques de Virgile. Ainsi, tout en gardant son schéma principal, la ronde et les tâches de la vie à la campagne, Les Saisons se firent peu à peu plus didactiques et finirent par synthétiser un grand nombre de sujets, l'économie, l'histoire, l'hydrographie, la météorologie, l'optique, la théologie, le travail du paysan s'en trouvant d'autant enrichi par ce que Sambrook appelle « toute une panoplie d'harmonies — naturelles, historiques, culturelles, sociales et cosmiques — ».
Les Saisons s'étoffèrent donc d'éditions en éditions, passant de 4 464 vers en 1730 à 5 541 en 1746 ; le Printemps et l’Automne restèrent à peu près stables, en revanche l’Été et l’Hiver connurent les additions les plus importantes.
Le cycle se clôt par un poème autonome intitulé Un hymne aux Saisons (A Hymn on the Seasons) de 118 vers, où les quatre saisons sont passées en revue et tour à tour offertes à Dieu, sans que d'ailleurs le texte ne précise la nature de cette divinité qui se teinte de touches panthéistes.

## Contexte littéraire
La première partie du XVIIIe siècle, l'Augustan Age, est nommée « l'âge de Pope », tant la personnalité d'Alexander Pope l'a dominée, du moins dans le domaine de la poésie à laquelle il s'est presque entièrement consacré. Pour autant, les plus grands écrivains de la période ont été des prosateurs, Jonathan Swift, Joseph Addison et Richard Steele, ainsi que Daniel Defoe, hommes vieillissants certes, mais autant de sommités auprès desquelles Thomson a dû paraître insignifiant.

### Une poésie urbaine
La poésie proprement dite a été soumise à des changements importants. Après les débordements de la Restauration anglaise et les souvenirs encore vivaces du puritanisme, le public aspirait à des règles de conduites plus sages et à se garder des extrêmes aussi bien moraux que passionnels. Aussi, les poètes de cette époque se méfiaient du lyrisme, se vouant à l'intellect, pratiquant un art didactique aussi bien que critique, favorisant la satire. Prévaut alors une forme de poésie essentiellement urbaine, qui délaisse les humbles aspects de la vie des villages, les beautés des paysages, le chant des oiseaux, le spectacle d'une fleur, encore que la poésie pastorale rappelle, artificiellement, une certaine rusticité désincarnée, mais passant pour le comble de l'élégance .
Si Pope prône le retour à la nature, ce n'est pas celle des champs et des arbres qui l'intéresse, mais celle de l'expression, autrement dit le « naturel », comme l'appelait Philippe Néricault Destouches (1680-1754), devenu nécessaire après les exagérations des pratiques précédentes. Désormais, « [l]'étude propre de l'homme est l'homme » (The proper study of mankind is man). C'est là une poésie de la civilisation, soit émanant de la « cité », comme l'a noté Chesterton en qualifiant Pope de « dernier grand poète de la civilisation », ce par quoi il entendait que ce poète s'identifiait pleinement avec elle.
Les règles, en effet, ont déjà été énoncées en 1711 dans l'Essai sur la critique. Elles émanent de l'exemple des Anciens et sont fondées sur la raison qui unit les hommes — à l'opposé de la passion qui les divise —, et par voie de conséquence, s'ensuivent les qualités d'ordre permettant de classer les données selon un schéma logique, la discipline qui guide l'inspiration, l'universalité, enfin, qui réduit l'originalité au minimum. Cette poésie s'adresse à un honnête homme, que représente par excellence Lord Chesterfield, certes connu pour sa vie frivole, mais aussi critique, poète, diplomate, qui s'acharna à inculquer à son fils Philip durant vingt-cinq années un goût parfait, qu'il s'agisse du maintien du corps, des manières de se cultiver ou de se conduire en société.
L'expression littéraire se fonde sur un langage dit « approprié » (appropriate) dont la vertu cardinale est de s'adapter au sujet et, de ce fait, d'en bannir les effets sans rapport avec lui. Au choix du vocabulaire spécifique s'ajoute un mode prosodique compact et fini, comme verrouillé, ou alors, grâce aux enjambements, scintillant et léger : le distique héroïque, deux pentamètres iambiques rimés. Thomson, quant à lui, n'a employé que le vers blanc (blank verse), à l'exception de la strophe spensérienne dans son Château d'Indolence.

### Place desSaisons
Spenser avait déjà traité le sujet et son Cortège des saisons (The Procession of the Seasons) a servi de matrice à tous les poètes qui l'ont suivi, Thomson y compris. Sa composition est plutôt brève, générale, et pour autant exhaustive, la structure de l'année allégorisant les âges de l'homme, comme l'avait fait Shakespeare dans Comme il vous plaira (As You Like It) :
| « O forth issued the seasons of the year. First, lusty Spring , all dight in leaves of flowers That freshly budded and new blooms did bear, In which a thousand birds had built their bowers That sweetly sung to call forth paramours, And in his hand a javelin did he bear, And on his head, as fit for warlike stours, A gilt-engraven morion he did wear, That, as some did him love, others did him fear. Then came the jolly Summer, being dight In a thin silken cassock coloured green That was unlinéd all, to be more light, And on his head a garland well beseen He wore, from which as he had chaféd been The sweat did drop; and in his hand he bore A bow and shafts, as he in forest green Had hunted late the leopard or the boar And now would bathe his limbs, with labour heated sore. Then came Autumn all in yellow clad As though he joyéd in his plenteous store, Laden with fruits that made him laugh, full glad That he had banished hunger, which to-fore Had by the belly oft him pinchéd sore; Upon his head a wreath, that was enrolled With ears of corn of every sort, he bore, And in his hand a sickle he did hold To reap the ripened fruits the which the earth had yold. Lastly came Winter clothéd all in the frieze, Chattering his teeth for cold that did him chill, Whilst on his hoary beard his breath did freeze; And the dull drops that from his purpled bill, As from a limbeck, did adown distil. In his right hand a tippéd staff he held With which his feeble steps he stayéd still, For he was faint with cold and weak with eld That scarce his looséd limbs he was able to wield. » | Ainsi apparurent les saisons de l'année, d'abord le gai printemps, tout vêtu de feuillage, portant de frais bourgeons et des fleurs nouvelles où un millier d'oiseaux avait construit leurs nids, et de leur chant suave appelaient leurs compagnes; Il tenait à la main un javelot et sur la tête, comme pour les combats portait un morion ciselé et doré, car si certains l'aimaient, d'autres le redoutaient. L'Été joyeux venait ensuite, vêtu d'une mince tunique en soie de couleur verte, sans aucune doublure pour être plus légère. Il portait sur la tête une belle guirlande d'où, tant il avait eu chaud, coulait la sueur. Il tenait à la main un arc avec des flèches, car en verte forêt il venait de chasser le léopard ou bien le sanglier, et maintenant allait baigner ses membres échauffés par ce labeur. Puis Automne venait, tout de jaune vêtu, l'air tout joyeux d'avoir abondantes richesses, chargé de fruits qui le faisaient sourire, heureux d'avoir banni la faim qui jadis maintes fois lui avait fortement tenaillé les entrailles. Sur la tête il portait, enroulés en couronne, des épis de céréales de toutes sortes, et dans la main tenait une faucille pour récolter les fruits mûrs que la terre avait produits. Enfin venait l'hiver tout de frise vêtu, et qui claquait des dents, tant le froid le glaçait. Sur sa barbe chenue, son souffle se gelait ; des gouttes ternes coulaient de son nez empourpré qui comme un alambic les distillait. Sa main droite tenait un bâton ferré, pour soutenir ses pas chancelants, car étant affaibli par le froid et par l'âge à peine pouvait-il mouvoir ses membres tout branlants. |

Ce poème utilise la strophe spensérienne, composée de huit pentamètres iambiques et d'un hexamètre iambique final rappelant l'alexandrin français, selon un schéma de rimes croisées : ABAB BCBC C. La séquence poétique se décline sous la forme d'une allégorie en quatre tableaux, chaque saison personnifiant une phase de la vie humaine : le printemps est un guerrier débordant d'enthousiasme et d'énergie ; l'été est plus posé, tel le chasseur sachant doser ses efforts ; l'automne a mûri et perdu quelque peu de sa vigueur, et sa faucille annonce la dernière saison, l'hiver, marqué par l'âge, affaibli et s'acheminant vers la mort.
Thomson n'a certes pas copié Spenser, mais son poème, s'il revigore l'approche de la nature par l'observation, les découvertes scientifiques, la méditation philosophique, garde une certaine forme allégorique, fondée toutefois sur la personnalisation des traits principaux de chaque saison. La forme même du recueil, quoique artificielle en apparence, renvoie tant aux cycles de la nature, qu'aux structures intimes de la psyché.

### Originalité du poème
Une composante essentielle des Saisons est la teneur géorgique que Thomson a peu à peu instillée dans son poème d'après le modèle virgilien, traduit en anglais en 1589. Il y a trouvé la division en quatre chants, le style élevé et la célébration de la vie paysanne. Ainsi, à mi-chemin entre la pastorale et l'épopée, il emprunte certains de ses paysages à la convention, mais se penche sur leur dimension humaine et, du même coup, découvre le sublime généré à la fois par la crainte et la terreur qu'inspire la nature, notion théorisée par Addison après son Grand Tour en 1699.
Pour autant, bien que Lady Winchilsea (1661-1720) et John Dyer (1699-1757) aient revendiqué leur sincérité et leur spontanéité dans leur traitement de la nature, c'est bien James Thomson qui s'est, le premier, éloigné des conventions d'abord imposées par Cowley, puis une génération plus tard, par Pope. Cela ne signifie pas qu'il a rompu avec Pope, mais plutôt qu'il en est devenu le complément, appliquant à des scènes rurales la même qualité d'observation que ce dernier mettait à dépeindre les mœurs de la ville. En ce sens, sa poésie a représenté une sorte de réaction où il a laissé libre cours à son enthousiasme pour ce qu'il appelle « les œuvres de la Nature » (the works of Nature).
Ainsi, grâce aux Saisons, Thomson devint vite « le poète par excellence », non seulement des lettrés, mais de la classe moyenne cultivée, et pendant un siècle, de 1750 à 1850, sa popularité resta au sommet. Charles Lamb le mentionne dans Detached Thoughts on Books and Reading : « Les Saisons de Thomson sont encore meilleures — je tiens à ce point — lorsqu'elles sont quelque peu déchirées et écornées »,.
Les académiciens du Royal College of Art illustrent certaines de leurs compositions par des vers des Saisons et Joseph Haydn, sur une idée et un arrangement de Gottfried van Swieten, compose un oratorio à partir d'une traduction allemande éditée en 1745 à Hambourg. En France, le succès n'est pas moindre : Voltaire, qui rencontre le poète à Eastbury, en mentionne la simplicité et l'amour de l'humanité ; Montesquieu lui consacre un mémorial sylvestre et Rousseau est plongé par sa lecture dans un « délire rural ». En prison, Mme Roland récite ses vers en attente de la guillotine. De nombreux imitateurs férus de la veine sentimentale adaptent les poèmes avec plus ou moins de succès, parmi lesquels Léonard que Sainte-Beuve qualifie de « diminutif de Thomson ». Même influence en Allemagne où Klopstock et Lessing l'apprécient.
Le Dr Johnson, cependant, influencé par la lecture du traité Laocoon de Lessing établissant une nette différence entre la peinture et la poésie, lui trouve un défaut majeur, « le manque de méthode. Mais pour cela [ajoute-t-il] je ne vois aucun remède. Lorsque diverses occurrences co-existent côte-à-côte, aucune règle n'impose que l'une soit traitée avant l'autre ». Lord Byron écrit avec perfidie qu'il eût été meilleur avec des rimes. En effet, le choix du vers blanc (blank verse) était osé par la seule raison qu'il se démarquait de l'usage de Pope, reprenant un mode d'expression cher à Milton. Cependant, les raisons ayant poussé Thomson étaient seulement poétiques : le blank verse, assurait-il, était « bien plus harmonieux que la rime », et il plaçait la « musique » comme l'une des principales caractéristiques de la poésie, bien au-delà de l'image, du sentiment et de la pensée, comme en témoigne sa lettre à Sir John Clerk du 18 janvier 1728,.

### Succès du poème
Les Saisons compte parmi les rares poèmes à avoir été très souvent réédités et aussi bien portés aux nues que critiqués. Dans l'ensemble, la langue de Thomson a été remarquée pour sa « luxuriance », que ce soit déploré, par Johnson, Hazlitt ou Wordsworth, ou admiré par Burns, auteur d'une Address To The Shade Of Thomson On Crowning His Bust at Ednam, Roxburghshire, with a Wreath of Bay où il l'appelle « le suave poète de l'année », ou encore John Moore en 1777 et Robert Bell dès 1850, sans compter la réhabilitation universitaire qu'a connue le poète au XXe siècle.
Son succès dépassa les frontières et connut les honneurs d'une école française portée par Saint-Lambert (1716-1803) et Delille (1738-1813) : dans ses Saisons (paru en 1769), le premier reconnaît sa dette envers Thomson : « Ce poème a été imité chez nous par Saint-Lambert, et ne fut pas sans influence sur l'école descriptive de Delille ». Voltaire, très entiché de ce nouvel adepte de la poésie descriptive et qui le préférait à son modèle anglais, n’hésite pas à le ranger parmi les « ouvrages de génie » et affirme que : « C’est le seul ouvrage de notre siècle qui passera à la postérité ». D’autres, comme Grimm ou Diderot, signalent le manque de verve et d’invention, la froideur du style, l’abondance des chevilles et des épithètes creuses. « Ce Saint-Lambert, écrivait Madame du Deffand à Walpole, est un esprit froid, fade et faux ; il croit regorger d’idées, et c’est la stérilité même ; sans les oiseaux, les ruisseaux, les ormeaux et leurs rameaux, il aurait bien peu de choses à dire. »

## Paysages dansLes Saisons

Le Printemps, gravure de Nicolas-Henri Tardieu d'après William Kent (1730).
L'Été, gravure de Nicolas-Henri Tardieu d'après William Kent (1730).
L'Automne, gravure de Nicolas-Henri Tardieu d'après William Kent (1730).
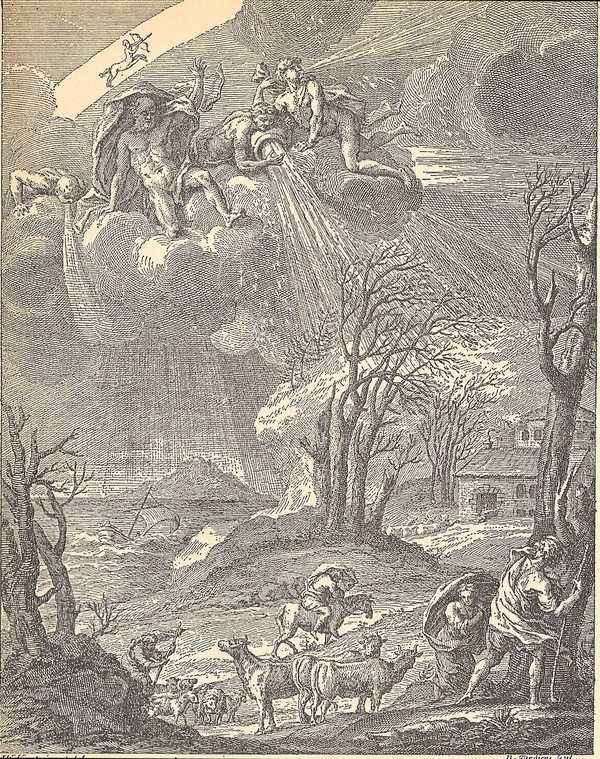
L'Hiver, gravure de Nicolas-Henri Tardieu d'après William Kent (1730).

Le paysage est le principal thème de Thomson dans Les Saisons — seuls s'en écartent quelques digressions sur le destin et le tempérament de l'homme — et, par voie de conséquence, son art de la description apparaît comme l'une de ses plus apparentes qualités. Pendant longtemps, la critique a eu tendance à le considérer comme une sorte de pré-Burns ou même de pré-Wordsworth : Léon Morel écrit qu'il « fait entrer à flots dans le salon élégant où devise la muse mondaine de Pope, l'air vif et la pleine lumière, la libre vue des choses extérieures et jusqu'aux sons rustiques et aux sentences des champs ».
Thomson, cependant, n'est pas l'« inventeur » de la nature en Angleterre. Il ne fait que suivre l'inspiration constante du génie anglais. Chaucer, Shakespeare, Milton avaient réservé une large place à ce thème et Pope, en dépit de l'opinion de Joseph Warton, selon laquelle « [il] considérait que la poésie descriptive est un exercice aussi absurde qu'un repas de fêtes composé de sauces », n'était pas opposé à une certaine représentation de la nature et avait collaboré avec complaisance et parfois un grand succès au poème de Thomson après 1738.

### Sources
Elles sont naturelles, historiques et littéraires. Toutefois, si les trois premiers poèmes ont été composés alors que Thomson était encore en Écosse, le quatrième, L'Automne, date de 1730, soit cinq années après l'arrivée du poète à Londres. De fait, s'y opère un changement : les idées et les sensations neuves, quasi-romantiques, des trois premières sections ont évolué vers des conceptions plus proches de celles de Pope, centrées sur les rapports entre l'homme et la nature, comme le sera Le Château d'Indolence,.

#### Sources naturelles
Dès son plus jeune âge, Thomson s'inspire du monde rural qui l'entoure. Les paysages de son enfance ont laissé une profonde impression en lui, ce mélange de sauvagerie naturelle et de pimpantes vallées avec leurs ruisseaux dévalant les collines, de sombres forêts et d'étendues désertiques que recouvre la lande. Morel note que « l'attachement du poète pour la simplicité des champs et pour le charme romanesque de la solitude fut précoce et remarquable. […] On le voit souvent s'écarter de ses petits compagnons et ceux-ci le retrouvent errant seul parmi les taillis ou les buissons, sur le bord des ruisseaux ou sur les pentes des monts ». Durant son séjour à l'université d'Édimbourg, il rédige une ode intitulée : On a Country Life by a Student of the University (Sur une vie campagnarde, par un étudiant de l'université), détail qui renseigne sur la place que continuent à occuper dans l'esprit du jeune poète, après plusieurs années de séjour à la ville, les scènes de la vie des champs. De fait, il saisit toutes les occasions de quitter les bancs de l'école et la ville pour retrouver l'air, la lumière, la paix des campagnes. Il aime à venir rêver dans une grotte située auprès de l'Aie où il grave son nom : T.'s cave (grotte de T.),.

Vue panoramique de Richmond et de la Tamise, prise du pont.

À son arrivée à Londres, il s'installe dès qu'il le peut au bord de la Tamise près de Richmond, célèbre pour ses parcs arborés et ses massifs, devenu pour lui un décor de référence ; il se trouve à deux pas de Twickenham où réside Pope, pas très loin non plus de son ami William Paterson, un peu plus en aval du fleuve, à North Haw. Thomson possède à Richmond un petit jardin qu'il cultive amoureusement : « Je suis un jardinier passionné », confesse-t-il à Paterson en 1748 alors qu'il acquiert un lopin de terre supplémentaire.

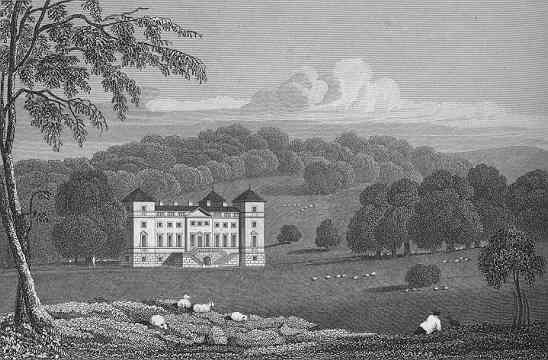
Hagley Hall en 1829.

Parfois, il fait aussi allusion dans son poème à un paysage moins familier, sans doute Hagley Hall, le manoir de Lord Lyttelton : dans Le Printemps (904-962), par exemple, il en donne une description fidèle, avec ses ruisseaux, ses cascades, ses rochers, et il se laisse aller à son enthousiasme dans une missive à Elizabeth Young : « ses petites collines, son vallon, l'eau giclant du roc […] Cela donne une idée de ce que l'âge d'or est censé être ». Tous ces paysages, il les a assimilés ; comme l'écrit Léon Lemonnier, « il est courant que pour mieux décrire, il suffit de ne plus regarder ; alors, il se produit une nostalgie qui est l'un des meilleurs états dans lequel l'écrivain peut composer : la mémoire transpose et idéalise la matière, la préparant pour que l'art y mette la dernière main ».

#### Sources historiques et littéraires
Le lopin de Thomson est plus qu'anecdotique dans la mesure où le poète est loin d'avoir subi la seule influence de la nature sauvage. Sir William Temple a développé le goût des jardins au siècle précédent, et Las Vergnas note même que Swift porte intérêt au concombre. En 1726, l'année de la publication de Winter, Stephen Hales rédige Vegetables Studies (Statique des végétaux), que Buffon traduit en 1735 : l'histoire naturelle est à la mode, et avec elle se développe l'art des espaces paysagers.
Les œuvres de Le Lorrain et de Nicolas Poussin ont montré la voie, : les premiers parcs à l'anglaise sont créés vers 1710, avec pour principe non seulement de préserver les éléments naturels du décor, mais de les mettre en valeur, avec ajouts de rocs, de grottes, de ruines, bref comme l'explique Thomson lui-même dans Le Château d'Indolence, de « peigner la nature d'une main plus délicate ».

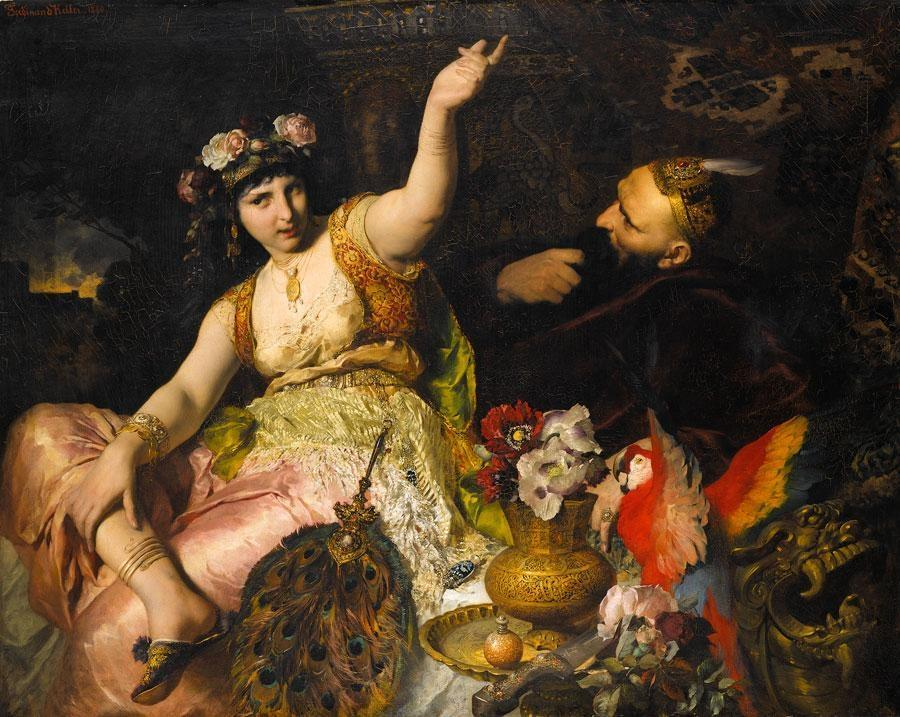
Shéhérazade et Shahryar, personnages centraux des Mille et Une Nuits, par Ferdinand Keller, 1880.

À ce titre, Thomson a été influencé par certains de ses prédécesseurs, sans d'ailleurs ressentir ces interférences, encore moins chercher à les imiter consciemment. Ainsi, The Procession of the Seasons (Le Cortège des saisons) de Spenser trouve un écho dans Le Château d'Indolence et aussi, quoique plus discrètement, dans Les Saisons. Dans L'Hiver sont évoqués des vaisseaux perdus au milieu des icebergs et dans L'Été le désert de l'Arabie avec ses tempêtes de sable, chaque fois avec un réalisme témoignant de solides lectures de récits de voyage ou, en ce qui concerne l'Orient, la traduction en anglais dès 1723 des Mille et Une Nuits, reçue avec enthousiasme par Pope et ses amis,.

### Décor naturel
Les quatre poèmes se préoccupent uniquement de la campagne, ne mentionnant la ville, associée avec la turpitude humaine, que pour en dénoncer les méfaits. Si les tableaux de l'univers y sont présentés à peu près dans leur totalité, l'œuvre reste essentiellement descriptive, non pas dramatique comme celle des romantiques qui voient la nature à travers leurs émotions, ni philosophique comme celle de Wordsworth. Thomson part d'une connaissance authentique : il note les couleurs, les odeurs, les changements ; cependant Les Saisons ne se prêtent pas, comme Le Château d'Indolence, à des tableaux précis et individuels, mais brossent de grandes scènes ne pouvant être rendues qu'en de larges peintures de caractère général : Thomson, par exemple, ne décrit pas tel ou tel paysage en hiver, mais « le paysage de l'hiver », relevant d'abord de l'espace et du mouvement.

#### Espace et mouvement
Thomson préfère les vastes proportions, ce qu'il appelle lui-même dans L'Automne des « perspectives sans limites […] s'étalant à profusion » (boundless prospects […] diffusive spread) ; pour autant, ces espaces ne sont jamais vides, mais aussitôt chargés de détails issus de la panoplie classique, distribués en une parfaite symétrie, ici des « hachures » de « forêts » (shagged with wood) et là des ondulations de « blancs troupeaux » (white with flocks),. De même façon, il aime à décrire de vastes étendues de sol et de ciel se jouxtant une fois réduites à leurs plus élémentaires dimensions : les masses sombres des forêts s'opposent, par exemple, tout en le rejoignant, au firmament étincelant ; la ligne de démarcation reste tranchée comme si l'un servait de cadre à l'autre, mais en réalité ces masses de couleur différenciées forment ensemble le spectacle de la nature : « Cependant, la splendeur de l‘arc de ton firmament / Dans sa magnificence capte le regard comblé / Chaque jour qui naît dévoilant de nouvelles beautés »,. Les Saisons comportent aussi nombre de paysages, surtout des parcs, peut-être Richmond ou Hagley, mais si peu différenciés que la description se déroule non sans automatisme, avec une succession de vallons, clairières, collines, ruisseaux, relevant de la tradition pastorale.
En contrepoint, Les Saisons comportent maints gros plans, ralentissant, voire arrêtant la description, focalisés sur un détail, par exemple dans L'Automne une grappe parvenue à maturité. Il s'agit ici de glorifier le fruit de la nature généreuse, thème récurrent dans la poésie classique et repris jusqu'à Keats dans son Ode à l'automne, publiée en 1819, soit plus de trois décennies après les vers de Thomson.

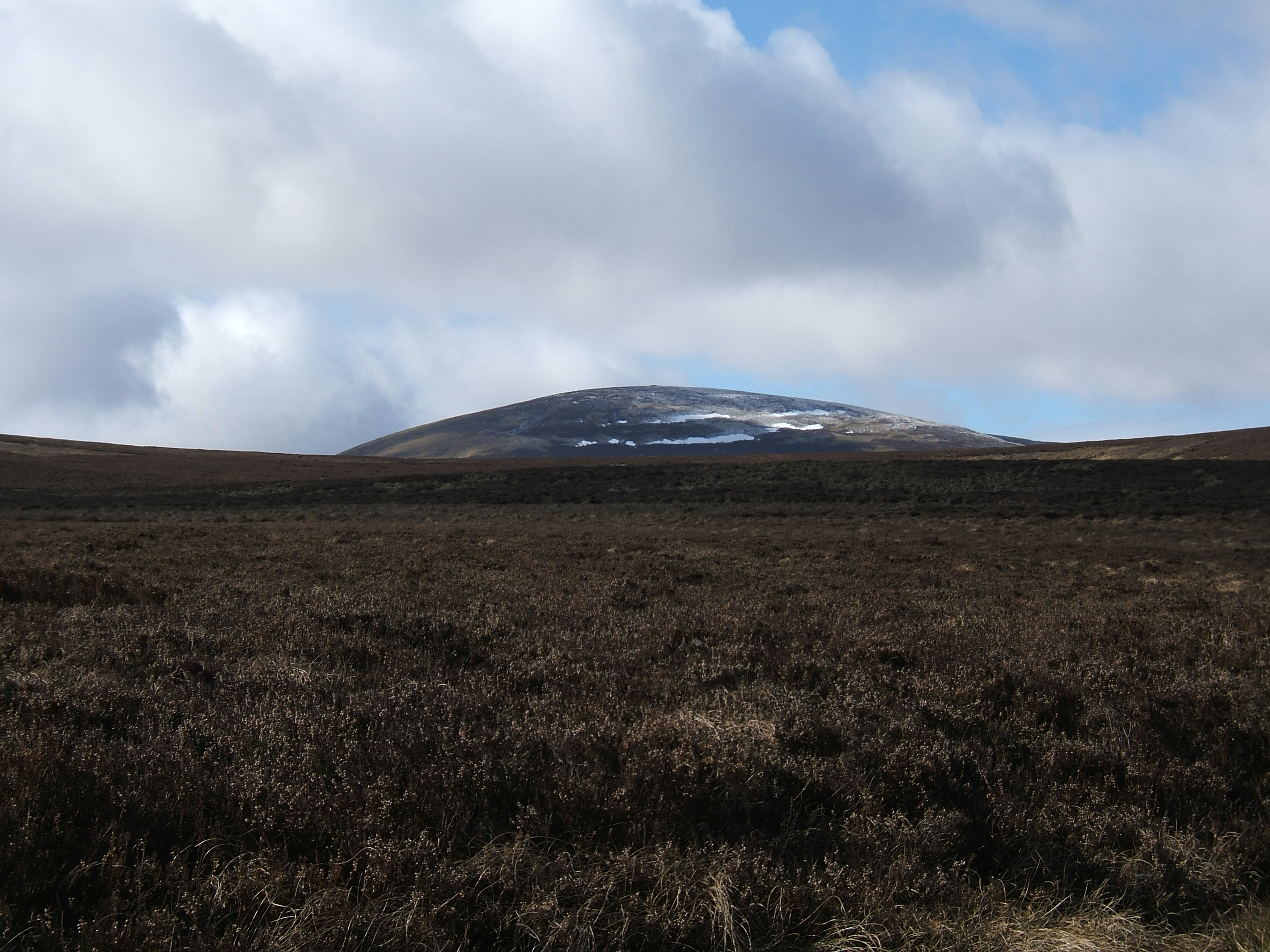
Le mont Cheviot vu de Broadhope Hill.

Dans Les Saisons, la nature s'anime d'un double mouvement, l'un externe, par exemple le déplacement du vent, l'autre plus secret, relevant de fonctions internes, ainsi la croissance de la végétation. De plus, bien des paysages restent statiques, comme les champs proches de la moisson, les lacs de Calédonie, les collines du Dorset (Dorsetian downs) ; pas pour très longtemps, cependant, chacun s'animant bientôt du passage des nuages, des levers et couchers du soleil ou des percées de ses rayons, de la chute de la pluie ou de la neige, parfois en tempête comme celle qui tue le berger égaré sur les flancs des Cheviot au début de L'Hiver,.
Ce dernier passage représente l'un des sommets dramatiques de l'œuvre, les pas de l'homme en butte avec les éléments déchaînés se jalonnant de pauses forcées, chacune correspondant à un état de conscience différent, une lente plongée intérieure dans le désarroi puis la mort, proportionnelle à l'amoncellement sans cesse accru des congères et du tournoiement des flocons. Un tel réalisme, à la fois « naturel » et psychologique, reste exceptionnel dans la première moitié du XVIIIe siècle. La nature se trouve en effet décrite de l'extérieur par le poète, et en parallèle, par le jeu d'une focalisation interne, à travers les yeux du berger. Il y a donc alternance d'éléments impersonnels, réduisant la saison à une sorte d'allégorie d'une sublime beauté, « lointaine » (remote), « distante » (distant), à laquelle se voient associés en contrepoint des adjectifs et des expressions dysphoriques, « sans joie, horrible » (joyless, horrid), « sauvage et malfaisante » (wild and wicked) signifiant la réaction de l'homme à la furie dévastatrice des éléments. De fait, la description se fait de plus en plus précise, les grandes forces élémentaires de dimension cosmique se rétrécissant progressivement au drame personnel d'un homme, établissant un contraste fondé sur un paradoxe : d'un côté, la puissance d'une force élémentaire, de l'autre, l'apparente faiblesse d'un être qui en est le jouet ; ici, l'indifférence brutale et inconsciente, là, les sensations paroxysmiques suscitées par l'épreuve . Ce berger vaincu, écrasé, broyé par la nature reste supérieur aux forces qui l'accablent : tel le roseau de Pascal, « quand l'univers l'écraserait, l'homme serait encore plus noble que ce qui le tue, parce qu'il sait qu'il meurt, et l'avantage que l'univers a sur lui ; l'univers n'en sait rien ».

#### Lumière et ombre

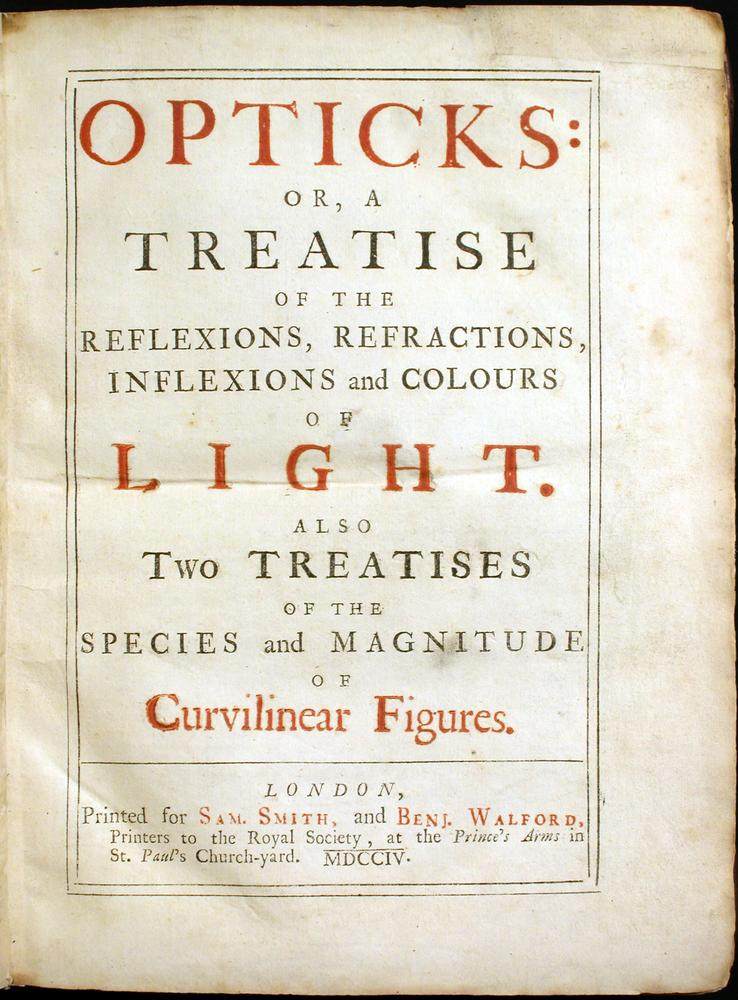
Première édition du traité Opticks par Isaac Newton (1704) sur la réflexion, la réfraction, la diffraction et la théorie des couleurs.
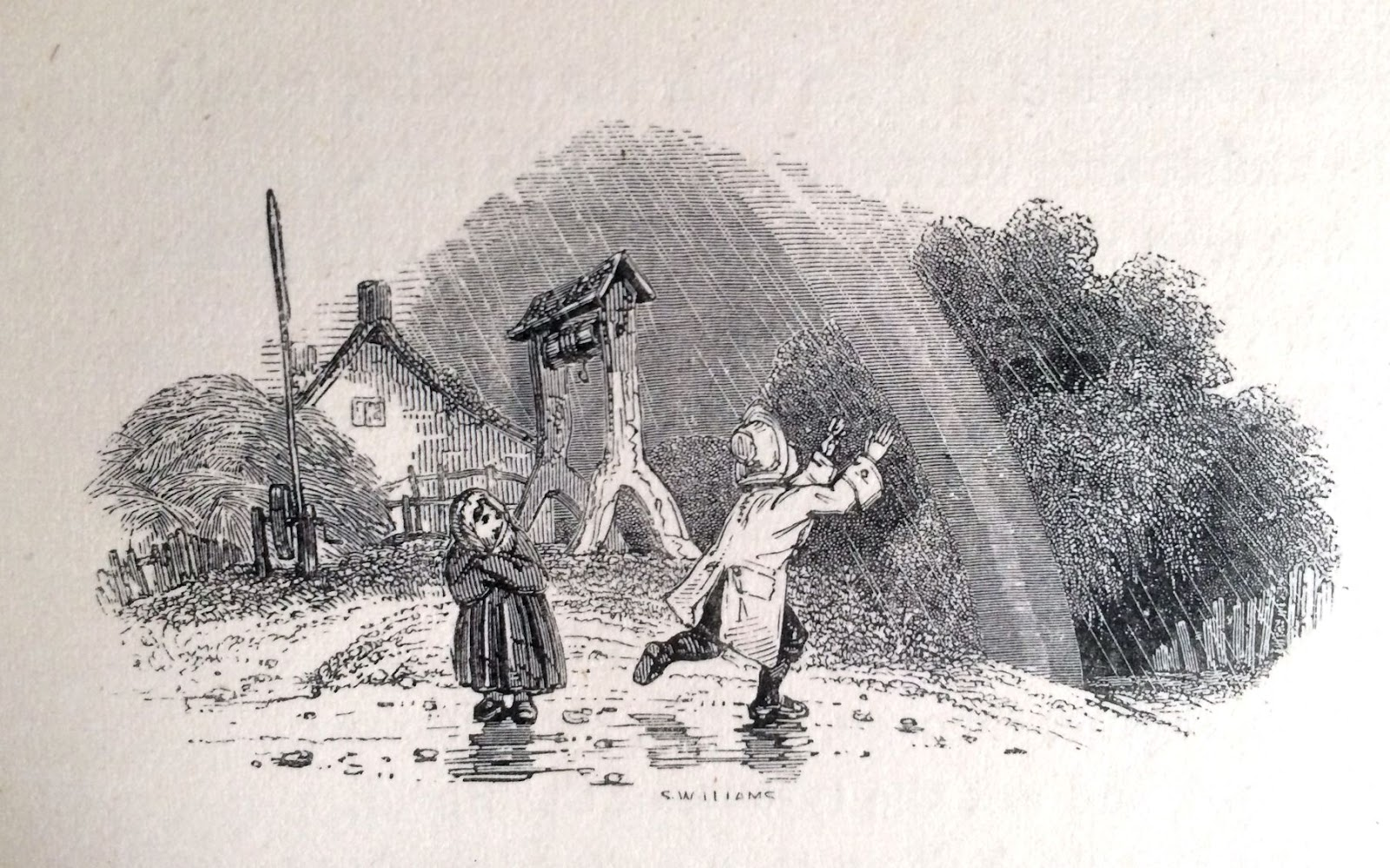
« L'arc-en-ciel », par William Kent, Le Printemps, 1730.
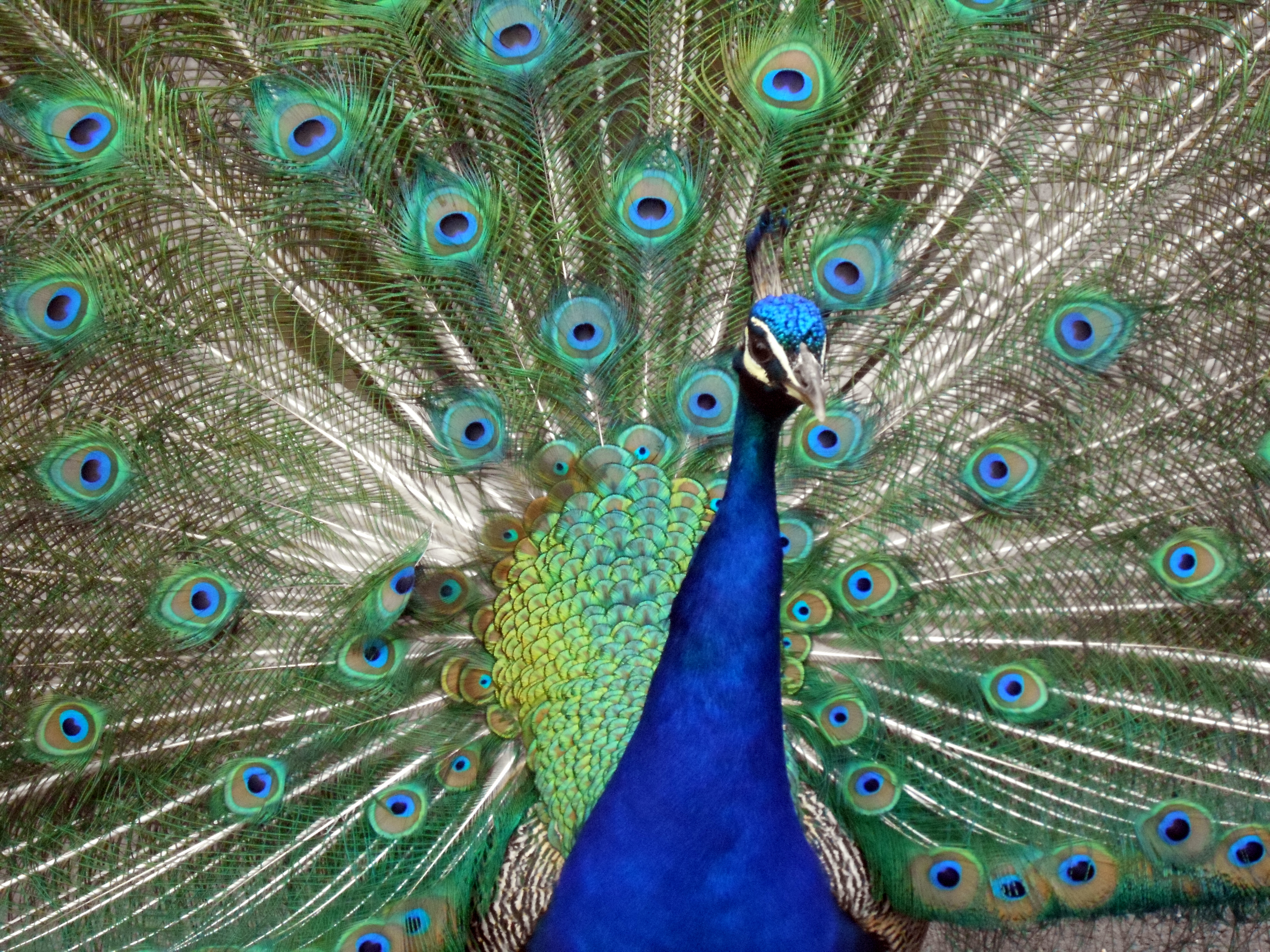
Le paon fait la roue.
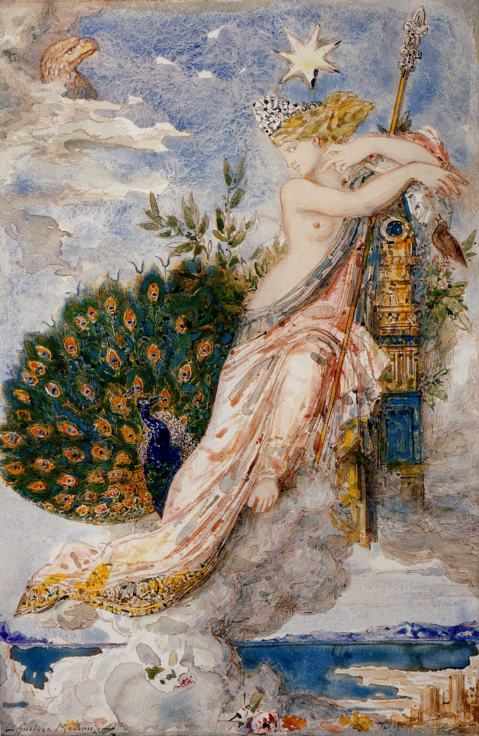
Le paon se plaignant à Junon, par Gustave Moreau, 1881.

« La lumière, écrit Michèle Plaisant, est au cœur de l'œuvre et grâce aux jeux de lumière et d'ombre qui informent Les Saisons, le poème acquiert une plasticité qui permet au lecteur-spectateur de privilégier une lecture plurielle du texte ». De fait, selon les saisons et au gré des phénomènes météorologiques, la lumière et son corollaire, l'ombre, se déclinent sous de multiples facettes,.

##### Arc-en-ciel
C'est sans doute le traité d'optique (Opticks) que Newton publia en 1704 qui constitue l'une des influences majeures affectant Les Saisons. Le spectre des couleurs de l'arc-en-ciel fascine poètes et peintres de l'époque et, dans l'édition complète de 1730, William Kent en illustre le texte du Printemps, :
| « Meantime, refracted from yon eastern cloud, Bestriding earth, the grand ethereal bow Shoots up immense, and every hue unfolds, In fair proportion, running from the red, To where the violet fades into the sky. Here, awful Newton, the dissolving clouds Form, fronting on the sun, thy showery prism; And, to the sage-instructed eye, unfold The various twine of light, by thee disclosed From the white mingling maze. Not so the boy: He wondering views the bright enchantment bend, Delightful, o’er the radiant fields, and runs To catch the falling glory; but amazed Beholds the amusive arch before him fly, Then vanish quite away. » | Tandis que d'un nuage enjambant sur la terre, À l'orient surpris dévoile son mystère, L'arc réfracté d'Iris ; immense, il monte, croît, Et toutes ses couleurs que notre œil aperçoit Dans un ordre constant viennent prendre leur place, Du rouge au violet qui dans le ciel s'efface. À l'aspect du soleil ici se dissolvant, Ces nuages, Newton, à ton prisme savant T'ont fait songer. Cet œil que la sagesse éclaire Parvint à démêler, disséquer la lumière ; Tu nous en expliquas les admirables lois. L'enfant pense autrement : de plaisir à la fois, De surprise rempli, devant le phénomène ; Il le voit s'approcher, se courber vers la plaine. Prompt, il veut le saisir ; la brillante clarté Le fuit en se jouant de sa simplicité ; Puis enfin disparaît. |

Sa représentation verbale rappelle les lois de la diffraction théorisées par Newton, tout en s'ancrant dans la mythologie grecque avec l'écharpe aux sept couleurs d'Iris, avant de se concentrer sur la surprise du jeune garçon. Le poète se place en observateur éclairé, se référant à lui-même à la deuxième personne du singulier (thee, thy), privilégiant l'aspect didactique, la précision de la description, avant de partager l'émerveillement de l'enfant.
Pour autant, le phénomène météorologique se décline sous d'autres variantes : ocelles du paon, évoquant les cent yeux d'Argus, fleurs champêtres et ornant les jardins où s'établit l'osmose entre couleurs complémentaires. La poésie tient en main la palette du peintre,, celle de Claude Gellée ou de Poussin. Pour autant, il ne s'agit pas là d'une posture habituelle chez lui, qui privilégie les paysages quasi-monochromes.

##### Soleil
Le dénominateur commun de ces jeux de couleurs reste le soleil, diffusant au printemps une lumière douce, liquide et légère comme l'innocence enfantine. En été, à son zénith, l'astre devient fleuve de feu ou coulée d'or en fusion, déluge éblouissant — transposition du mythe biblique —, embrasement général. À l'automne, la lumière retrouve sa douceur tamisée ; les teintes virent au mordoré jusqu'au violet, à la fois épanouissement et déclin annoncé. Le soir, le soleil cède la place à l'opalescence lunaire, blanc argenté, qui glisse par-dessus les monts jusqu'au fond des vallons, fait miroiter les rochers :
| « Now through the passing clouds she seems to stoop Now up the pure cerulean rides sublime Wide the pale deluge floats, and streaming mild O'er the skied mountains to the shadowy vale, While rocks and floods reflect the quivering gleam, Of silver radiance trembling round the world. » | Par les nuées, elle semble en son cours s'abaisser ; Sublime, dans l'azur tantôt elle remonte. Des rayons qu'elle lance en sa course si prompte Le déluge au loin flotte, ils courent échangés Des monts aériens aux vallons ombragés, Pendant que les rochers, les frémissantes ondes Répètent dans leur sein des clartés vagabondes ; L'air qui blanchit, frappé de ce flot vacillant, D'un éclat argenté peint l'univers brillant. |

Lorsque arrive l'hiver, la terre revêt un linceul d'ombre. C'est l'avers des choses, que le poète perçoit au sein de la nature comme au fond du cœur humain en une symbolique ambivalente, la mort côtoyant la vie. Même dans L'Été, lorsque l'imagination vole vers les régions torrides, le soleil n'est que force destructrice, vent de sable portant la mort, éclairs zébrant le ciel en une Apocalypse. Si dans L'Automne, la mort est sournoise, sommeillant dans la décomposition et le pourrissement, les cataclysmes hivernaux réveillent peurs et angoisses, aiguisent les convoitises des démons nocturnes.
Michèle Plaisant insiste sur la présence divine sous-jacente au poème, tout en notant que nul système cohérent n'émerge des descriptions qui s'étoffent de références scientifiques, esthétiques, mythologiques et religieuses.
Reste pourtant un appendice, intitulé A Hymn on the Seasons, que Michèle Plaisant qualifie de « très froid », mais qui mérite une analyse plus poussée.

##### L'Hymne aux Saisons

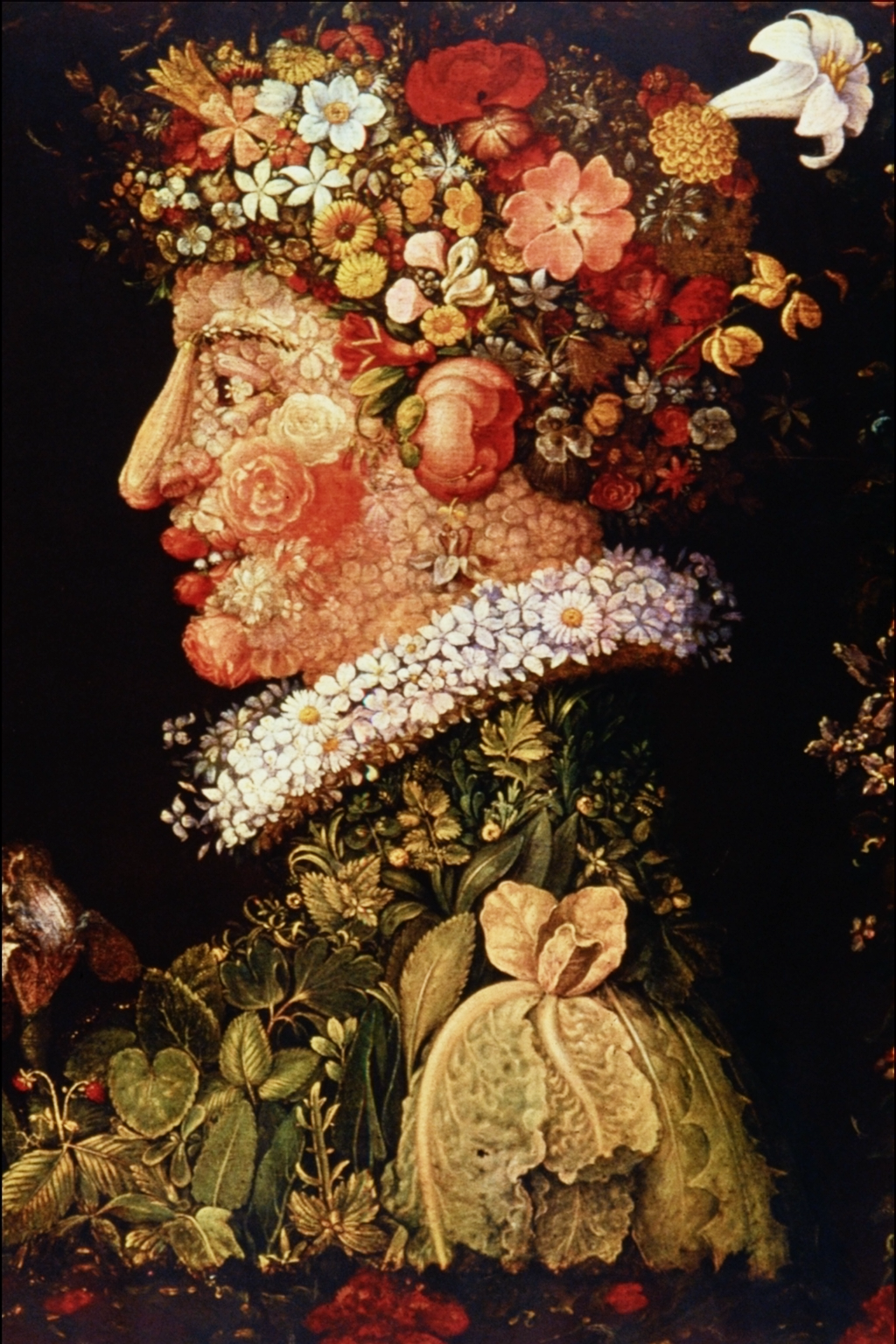
Le Printemps, par Giuseppe Arcimboldo.
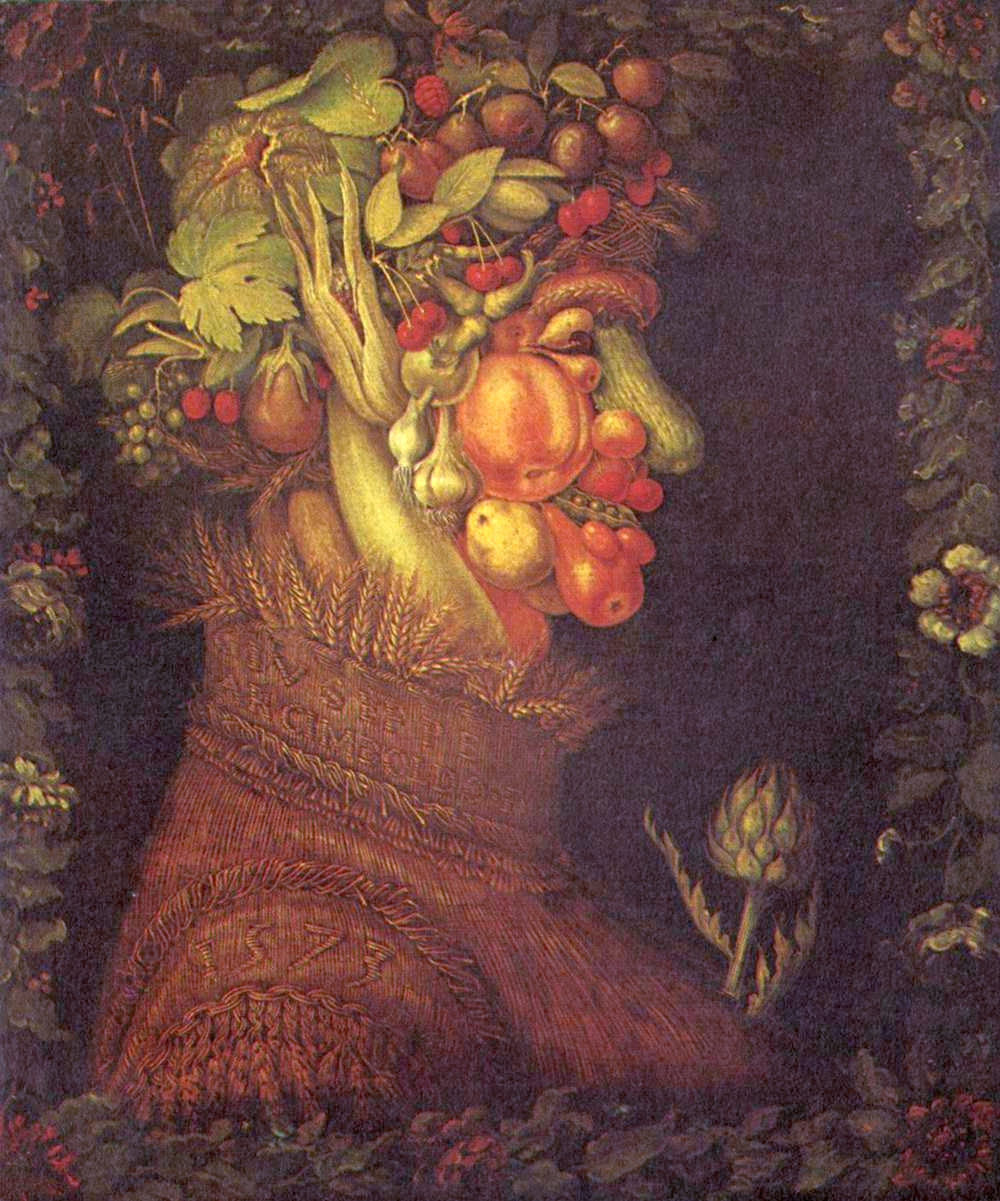
L'Été, par Giuseppe Arcimboldo.
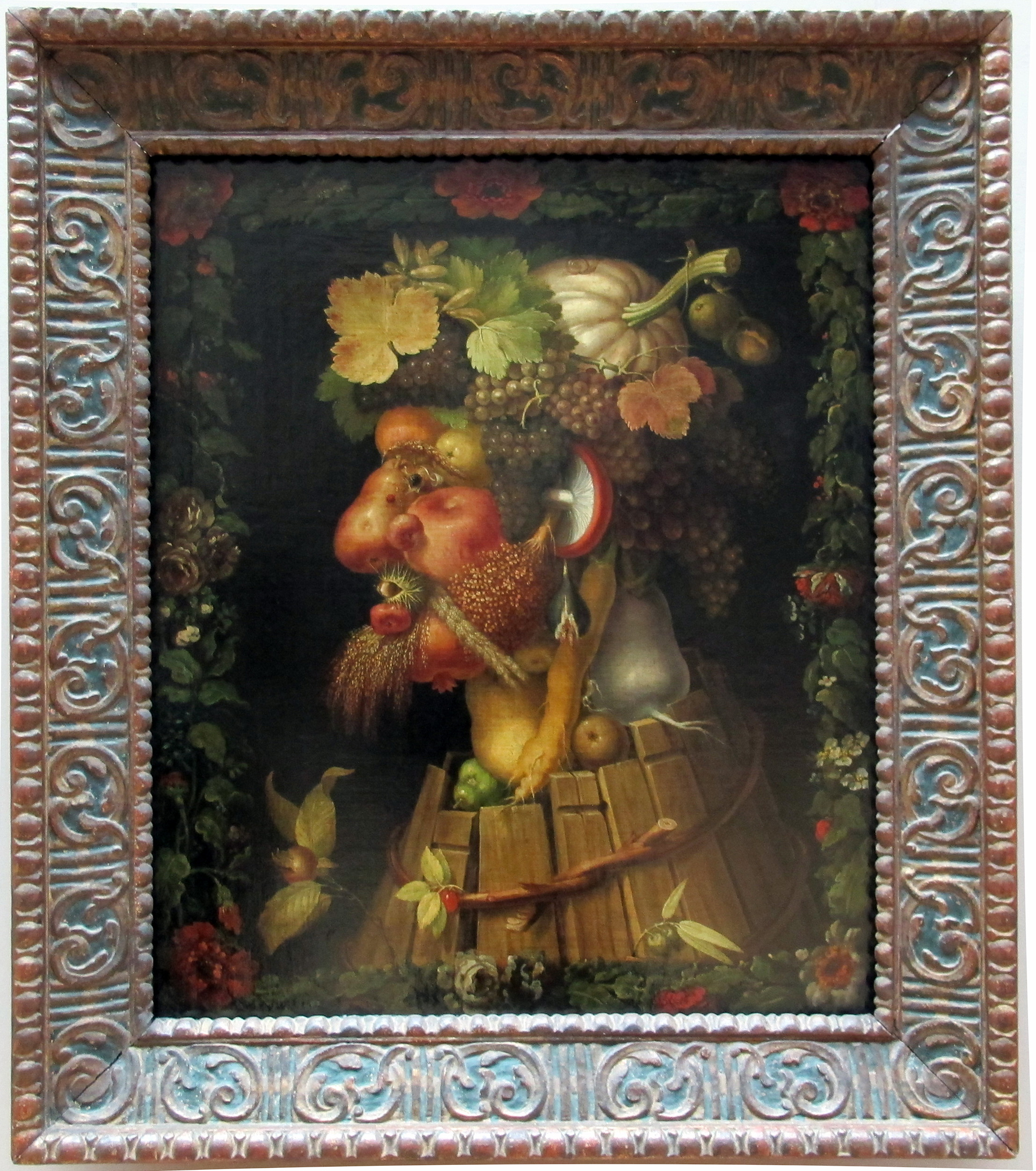
L'Automne, par Giuseppe Arcimboldo.
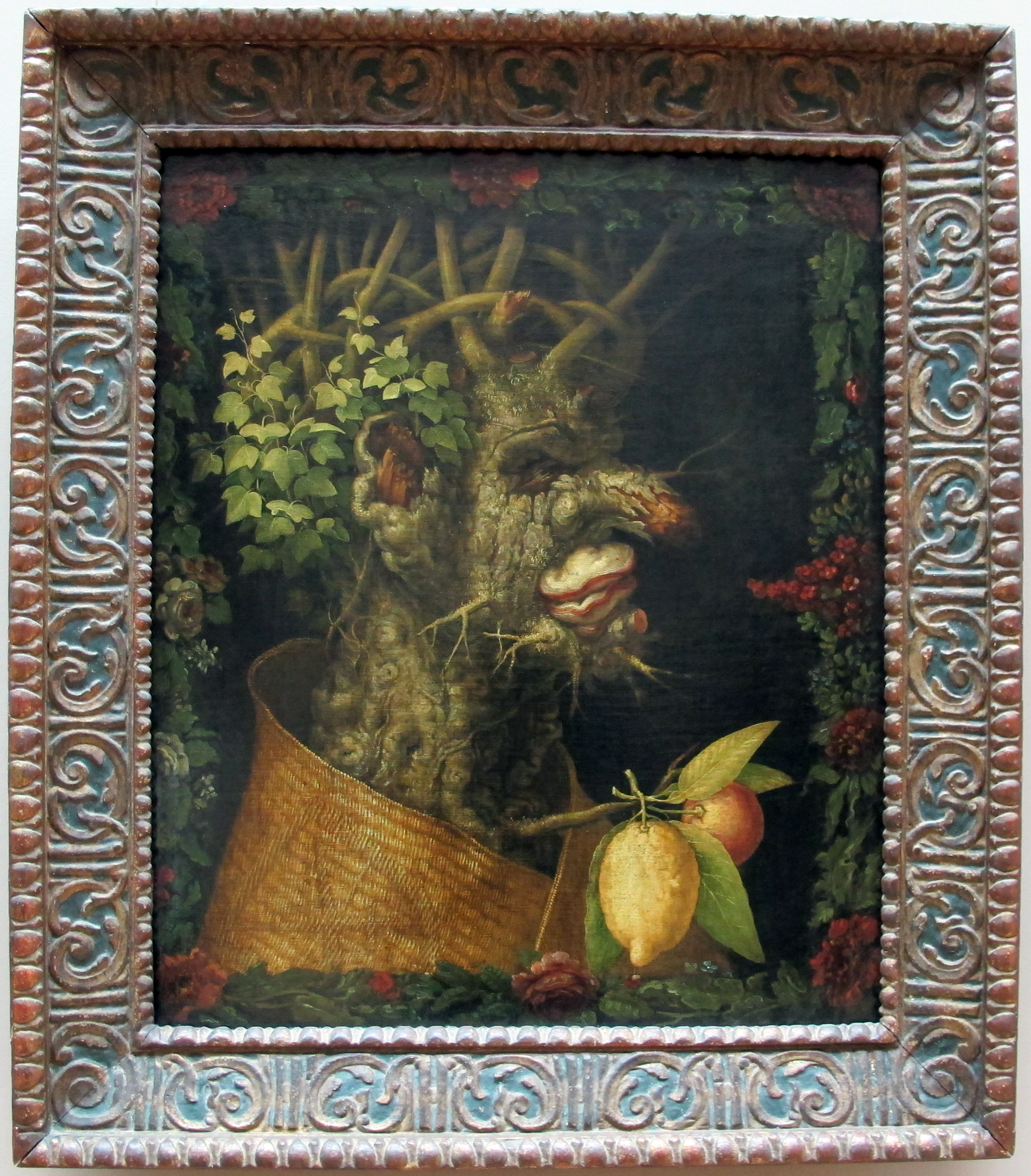
L'Hiver, par Giuseppe Arcimboldo.

Paru en 1730 en même temps que la première édition complète des poèmes, il comprenait d'abord 121 vers, réduits ensuite à 118. Dénué de tout argument, cet hymne joue un rôle ambigu dans l'ensemble parce que, sans en faire vraiment partie, ni addendum, ni introduction, encore moins conclusion, il apparaît comme une sorte de chant final, dédié, comme son intitulé l'indique, aux saisons, chant de louange et de gloire. Son thème est exposé dès les premiers vers : les saisons, la nature en général, ne sont que des manifestations du « Père Tout-Puissant » (Almighty Father), celui que Thomson appelle the varied God, ce qui annonce ses métamorphoses. Cependant, les références au déisme ont fait que l'Hymne a été retiré des publications dont s'est chargé Lyttleton après la mort de Thomson, .
Inspiré en grande partie par un long passage du Paradis perdu de Milton, livre V, vers 153-208, et du Psaume 148, chant de louange mentionnant tour à tour le soleil et la lune, l'abîme des océans et les monstres marins, le feu et la grêle, la neige et le brouillard, l'ouragan, les montagnes et les collines, les arbres et les vergers, les bêtes sauvages, les troupeaux, en un tour complet de la « création », il est savamment structuré. Une introduction, qui passe la revue des quatre saisons, chacune dédiée au « Père Tout-Puissant », une transition sous forme de méditation à propos du mystère émanant de la puissance de la nature, ensuite l'hymne proprement dit qui se développe avec une montée en puissance irrésistible, rassemblant tour à tour les éléments de cette nature, paysages, animaux, hommes réunis dans la célébration de leur « Maître », enfin la conclusion, plus personnelle, à la fois profession de foi et sorte d'hymne à la joie universelle. L'ensemble se lit à la façon d'un chant montant progressivement jusqu'aux voûtes de la cathédrale céleste, d'où chaque voix prend son essor avant que ne résonne le chœur en finale, où, d'ailleurs, Thomson évoque les grandes orgues ([…] to the deep organ join),.
Si l'hymne est important au regard de l'ensemble du poème, c'est en partie pour sa tonalité épique, sa touche de lyrisme, mais surtout par l'originalité de sa démarche religieuse. Ni le premier aspect, ni le deuxième ne s'opposent aux quatre poèmes principaux, en revanche, le troisième tranche sur la religiosité de l'ensemble ; le fait même que l''Hymne ait été publié après-coup lui confère sur ce point le statut de conclusion. La conception religieuse de Thomson, telle qu'elle apparaît ici, semble en effet fondée sur un système, et non un sentiment ou une foi, plutôt le résultat d'un raisonnement soumis à un processus de déduction scientifique. Tout au long, en effet, Thomson associe la nature et un « Être », qu'il finit par appeler « Dieu ». Cette association est si intime que l'une s'assimile à l'autre sans qu'il soit possible de les différencier. « L'année qui s'écoule est pleine de Toi », écrit-il d'entrée.
Si bien qu'il s'avère difficile de déterminer si le dieu en question est chrétien ou païen.
D'un côté, le vocabulaire s'apparente au christianisme conventionnel, qu'il relève de l'Ancien ou du Nouveau Testament, « Dieu » au singulier, « Père Tout-Puissant », « Créateur » (Maker), lui aussi au singulier, « le Suprême Berger » (The Great Shepherd) ; de l'autre, des réminiscences de la théologie de l'Antiquité : le tonnerre, voix de Jupiter, « Et souvent ta voix gronde en un tonnerre terrifiant », etc.
Plus significatif, le Dieu de Thomson n'est pas « un », d'où le varied God de l'introduction. Tout se présente dans cet Hymne comme s'il y avait plusieurs dieux, quelque peu artificiellement réunis. Dans la mesure où chacune des saisons est évoquée sous un ou deux aspects principaux, le Dieu de Thomson s'identifie tour à tour avec l'un d'entre eux : Dieu de l'amour printanier, Dieu de splendeurs parfois dévastatrices du royal été, Dieu de l'abondance des moissons en automne, Dieu des ténèbres majestueux et prometteurs de l'hiver, bref un mélange de Vénus, d'Apollon, de Cérès et de Vulcain.
La divinité de Thomson est si associée aux variations saisonnières, sans cesse différente et sans cesse morcelée, qu'elle est partout, vue, entendue, dans les champs, dans les rivières, dans les montagnes, dans chaque fruit, dans les fleurs, etc. ; le poète s'en montre troublé : « Puisque Dieu est partout présent, partout ressenti, / Dans les déserts du monde comme les cités gorgées de foule », l'immanence de Dieu prévaut donc sur sa transcendance, laquelle, d'ailleurs, n'est jamais mentionnée — en ce sens, l'Hymne ne diffère pas des Saisons —. Ainsi, la conception de la divinité s'affirme comme résolument panthéiste : Dieu révèle son existence par ses œuvres et il réside en chacune d'elles ; c'est un Dieu sans domicile fixe, diffus, divers, sans unité apparente.
À cet égard, la religion de Thomson s'éloigne de la doctrine chrétienne et s'avère peu encline à suivre le dogme établi. Dans cet Hymne aux Saisons, le poète s'engage résolument vers une sorte de déisme fondé sur les révélations de Newton, religion d'un Dieu logé dans les œuvres de la nature qui fera florès avec Wordsworth et Cowper. Ainsi, résume Sambrook, « malgré les références à une vie future — vue en tant qu'élévation au sein de la grande chaîne de l'être —, rien, dans l'Hymne ou dans le reste des Saisons, ne renvoie à l'orthodoxie de la révélation chrétienne. La position de Thomson en matière de religion semble près du déisme, c'est-à-dire la croyance que l'univers suffit à la représentation de Dieu ».

#### Mer et montagne

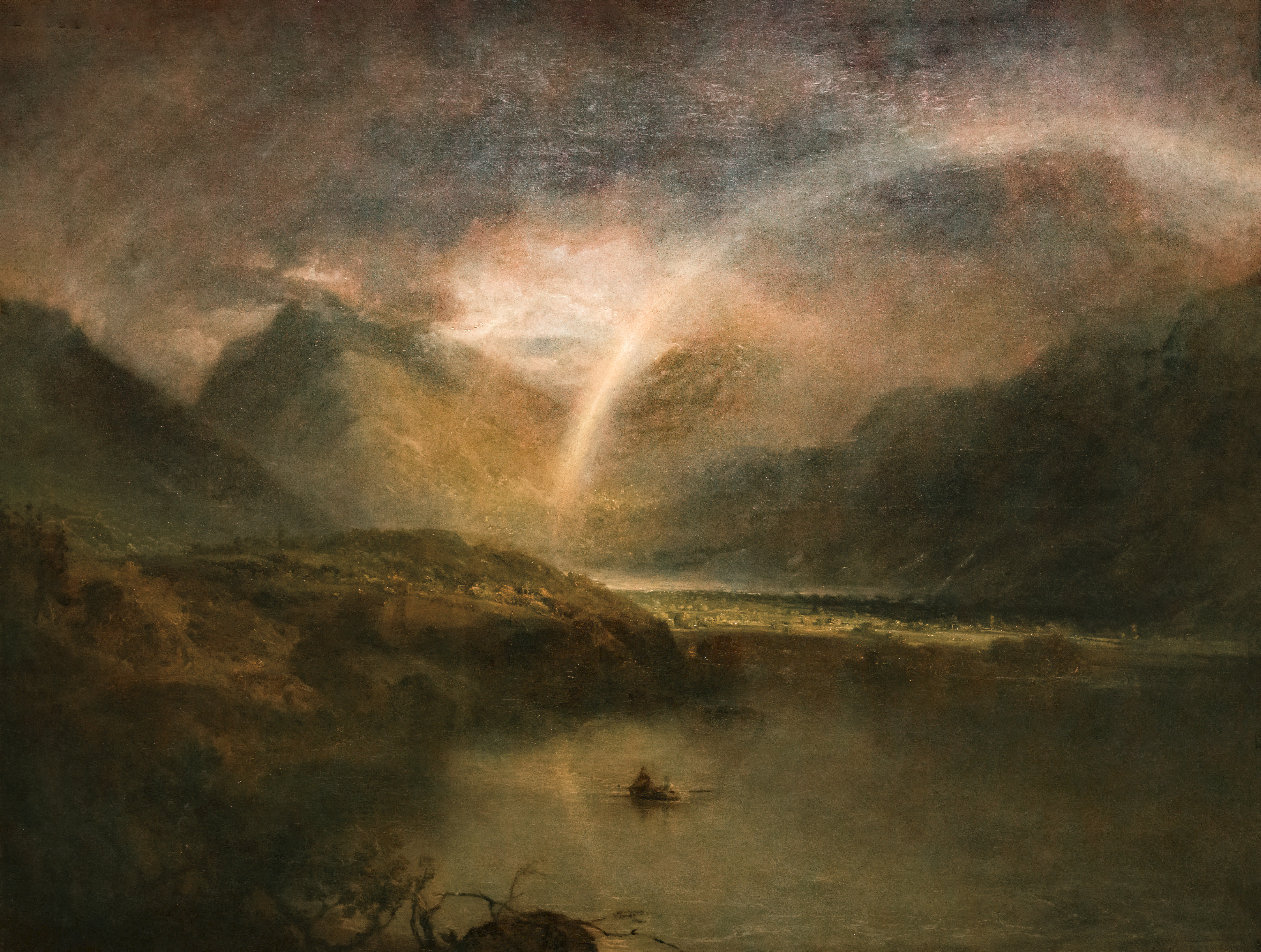
Buttermere Lake, avec le parc de Cromackwater, Cumberland, sous une averse, par Turner, vers 1797-1798, emprunté au Printemps de Thomson.
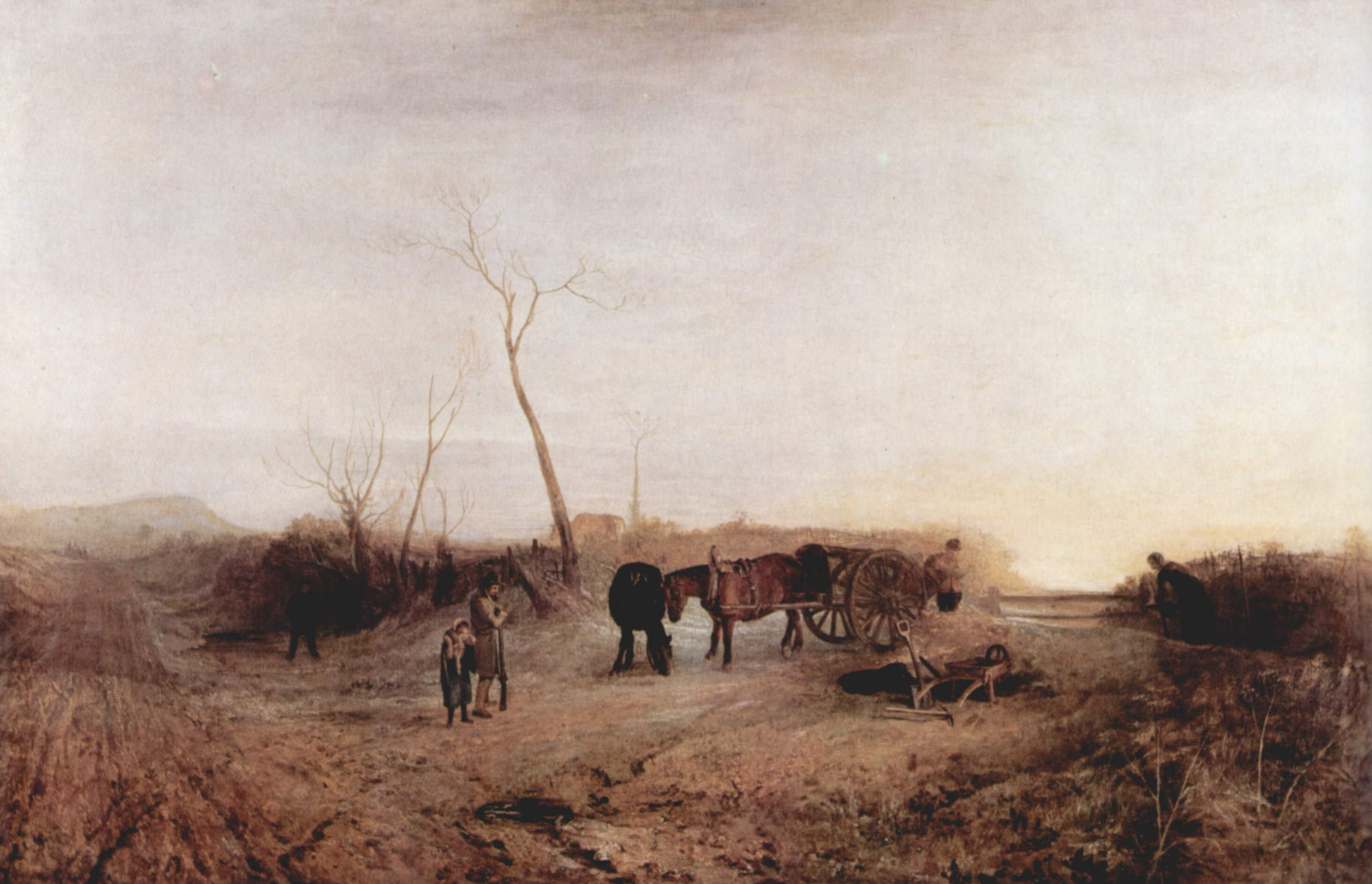
Frosty Morning, inspiré à Turner par un vers de L'Automne : The rigid hoar frost melts before his beam.
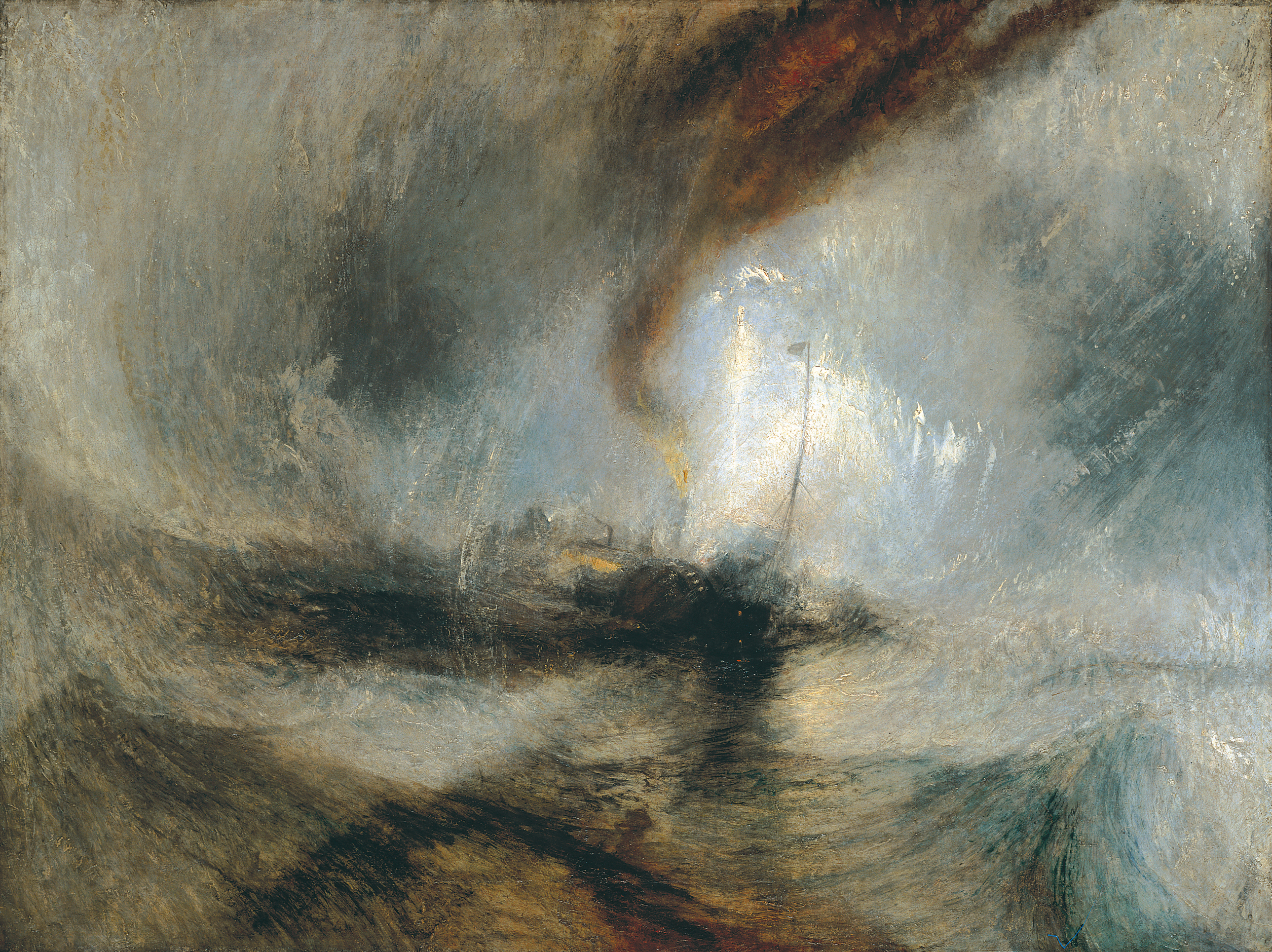
Tempête de neige en mer, par Turner.
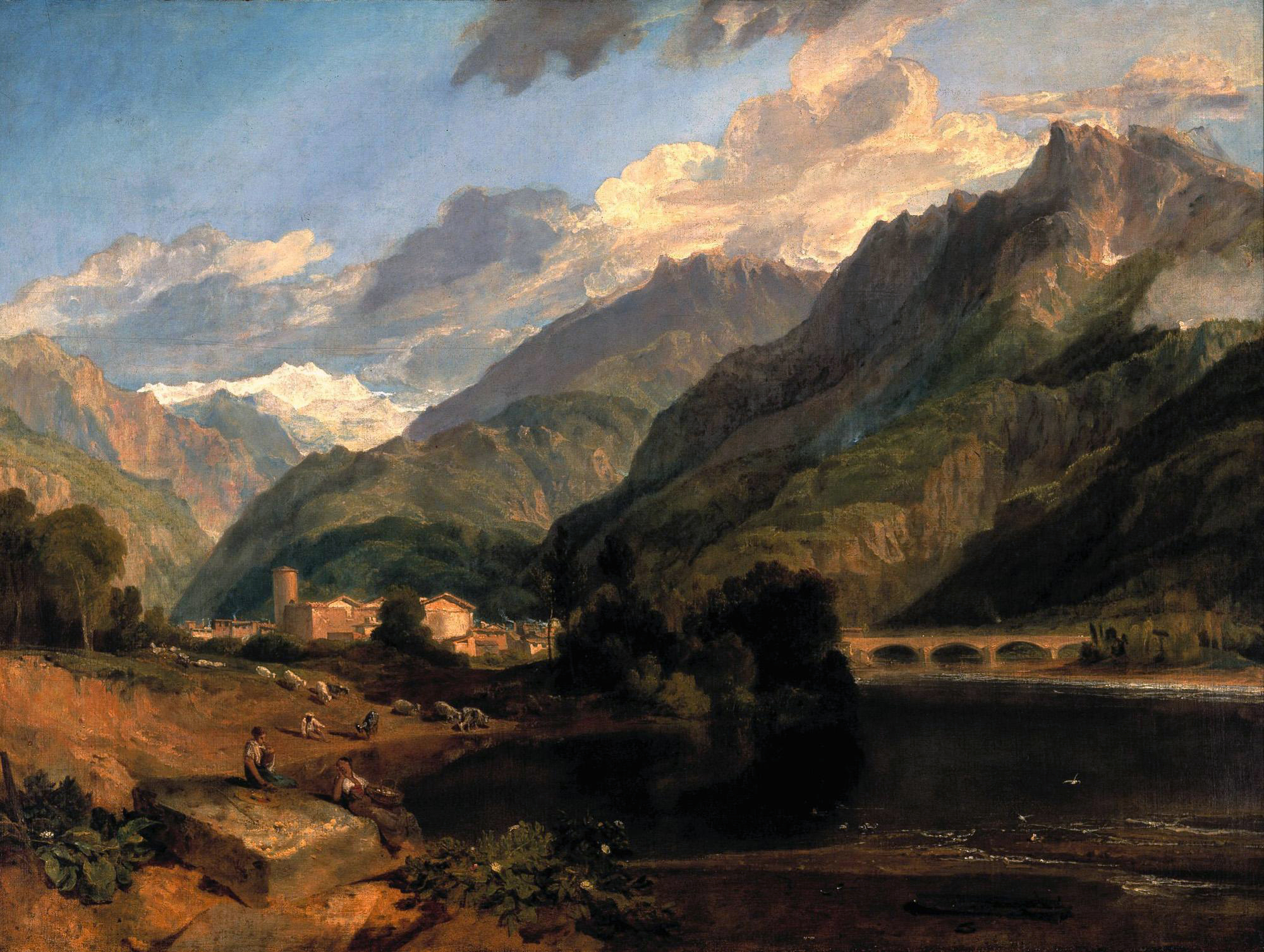
Bonneville, par Turner.

L'eau se présente sous diverses formes dans les quatre poèmes de Thomson : stagnante ou ruisselante, lacs ou étangs, mer et océan. Mais la mer et les lacs dominent, encore que le poète consacre de longs passages aux simples cours d'eau.

##### Mer
Certes, la mer occupe une portion relativement congrue par comparaison avec le ciel et ses divers phénomènes ; pourtant, Thomson garde en mémoire son Écosse natale, avec ses lacs glaciaires, et les flots qui battent ses côtes et se prolongent loin à l'intérieur des terres, fendant les montagnes en fjords ou lochs (firths and lochs). À défaut de scènes précises, même lorsqu'il est question des Hébrides (« Là où l'océan du Nord, en vastes tourbillons, bouillonne autour des îles nues et tristes de la lointaine Thulé, là où la houle de l'Atlantique se déverse parmi les Hébrides orageuses »), Les Saisons offrent surtout des tableaux de tempêtes, comme si c'était le bouleversement des vagues qui, à la fois, fascinait et terrorisait le poète : « Au milieu de l'hiver sauvage, je voudrais me retirer entre la forêt gémissante et le rivage battu par l'infinie solitude des flots, dans un séjour rustique, abrité et solitaire ».

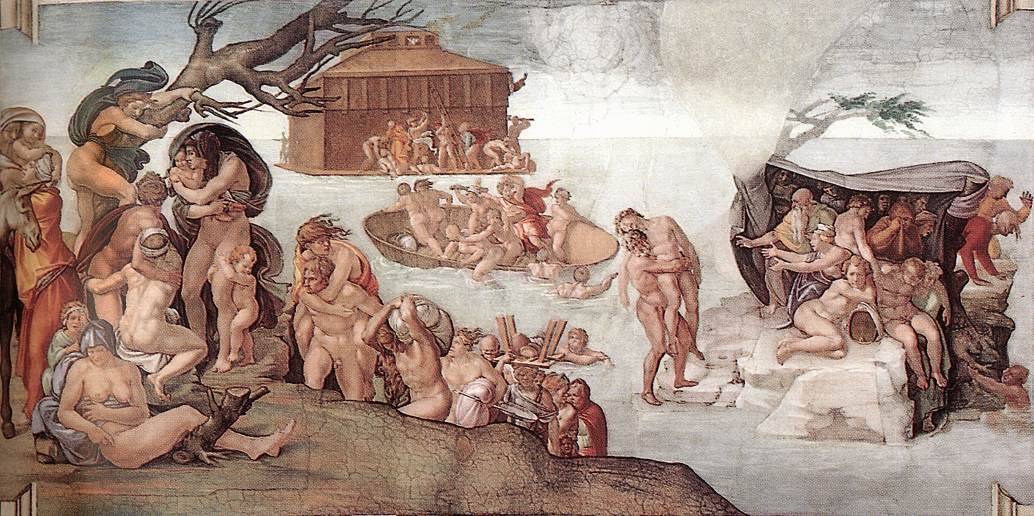
Le Déluge de Michel-Ange (1508-1509). Fresque de La Création, Chapelle Sixtine.

À vrai dire, note Léon Morel, plus que les colères de l'océan, qu'il n'a sans doute jamais connues, ce sont leurs préliminaires qui arrêtent son attention : l'océan sous une pression inégale qui se soulève d'un mouvement rompu et désordonné, l'explosion soudaine et le bouleversement lançant comme un torrent les masses accumulées, l'onde fouettée se couvrant d'écume et le sommet de mille vagues d'un coup embrasé. Une fois encore, la description se réfère au chaos originel, et la résurgence de la mythologie biblique s'affirme lorsque le poète en revient au déluge primitif, à une époque lointaine et obscure, quand les eaux se crevassaient et, partout brisées, s'écroulaient dans l'abîme.
D'autres visions apocalytiques concernent l'immobilité non moins effrayante des eaux. Thomson se réfère à ses lectures pour camper l'exilé russe errant dans une prison de neige sans limites, ou le marin isolé en des paysages polaires, menacé par l'écroulement brutal des pans de banquise. Surgit alors et à nouveau l'évocation du chaos originel : l'océan devient à son tour victime, vaincu par plus fort que soi, enchaîné, incapable de rugir, désert lugubre, hérissé et figé. Tout se passe comme si la nature gardait en réserve des forces destructrices insoupçonnées, capables de dompter ses éléments les plus terrifiants,.

##### Montagne

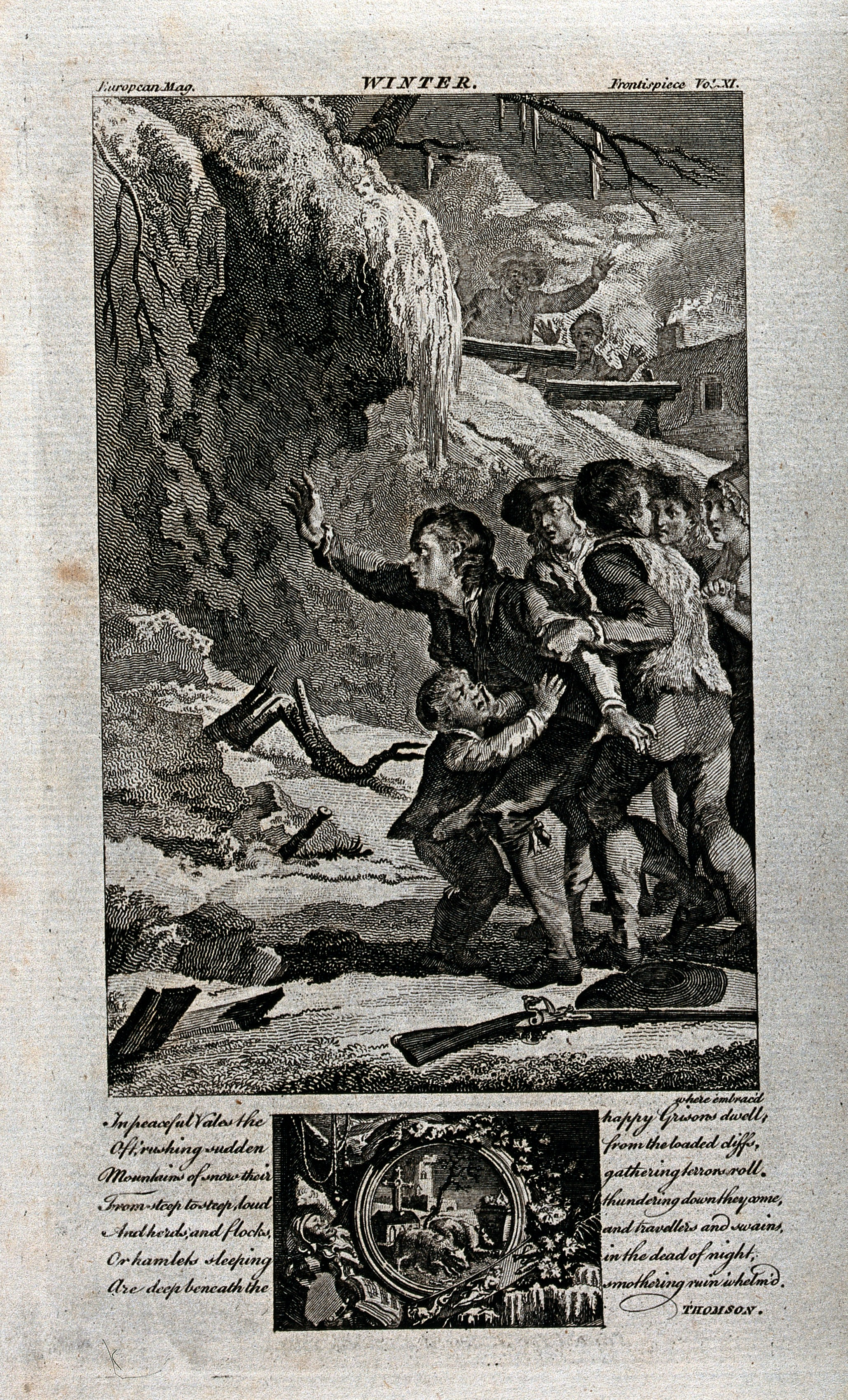
L'Hiver, montagnards craignant le risque d'une avalanche.

Quand Thomson aura vu les grandes Alpes, il en rapporte quelques impressions grandioses, par exemple dans son poème La Liberté. À l'époque où il écrit Les Saisons, cependant, il n'a eu sous les yeux que l'échelle réduite de ses monts d'Écosse. Que ce soit au printemps, en été, en automne ou en hiver, la description n'en est jamais directe, mais toujours liée à un phénomène naturel. Ainsi, à la fonte des neiges, les monts élèvent vers le ciel leurs têtes verdoyantes ; après l'orage, le premier rayon du soleil illumine d'un coup leurs flancs ; à l'aurore, les sommets surgissent de la brume, nimbés de la pâle lueur du matin ; en revanche, le dernier rayon du soleil couchant s'attarde sur le mont, et la lune déverse son pâle déluge qui se répand doucement sur la montagne voisine du ciel.
Dans les paysages d'hiver, la montagne est tachetée par le reflet du dégel. S'ouvre alors le précipice abrupt qui projette « l'horreur sur l'onde noire du torrent », ou qui offre un inaccessible abri à l'aire de l'oiseau de proie ; ou encore se déchaîne l'avalanche « qui roule d'abîme en abîme ses montagnes de neige avec un bruit de tonnerre ». Quelquefois aussi, se dessine d'un trait rapide au fond du tableau, le profil d'une chaîne éloignée : le paysage rompu s'élève peu à peu, se hérisse en collines escarpées et au-delà, se dressent les monts de Cumbria, sombres, au-dessus de l'horizon bleu.
Si rien de tout cela ne constitue vraiment la description directe d'une montagne, une fois, cependant, Thomson évoque le rocher qui termine la vallée du Jed, ce Carter Fell qui pendant ses jeunes années représentait pour lui « la montagne ». Carter Fell est l'un des Monts Cheviot, à la lisière entre le Northumberland et l'Écosse, culminant à 1 602 pieds, soit 488,29 mètres. Cependant, la description de Thomson ne sert paradoxalement qu'à constater la disparition du pan de rocher, volatilisé « dans la nuit des vapeurs ». La seule autre évocation montagneuse quelque peu développée est celle d'une région que Thomson n'a vue qu'en imagination à travers les récits des voyageurs, les monts d'Abyssinie.
Cela dit, la montagne reste l'un des traits les plus importants du décor. Proche ou lointaine, elle n'est jamais absente, actrice au sein du grand drame de la nature : lorsque menace la tempête, au milieu du silence, le bruit sourd roule des sommets jusque sur la terre grondante, se réverbérant dans l'eau du fleuve, et, sans un souffle de vent, agite les feuilles de la forêt ; alors tonnent le génie fracassant de l'orage, le tumulte des ruisseaux, l'écho des cavernes gémissantes.

## Technique descriptive
La nature même de l'œuvre et l'influence de Milton déterminent en grande partie les choix de Thomson, ce que font successivement remarquer Léon Morel et Léon Lemonnier.

Léon Morel écrit en préambule de son étude sur la technique descriptive du poète : 

« Une première constatation s'impose. Elle ressort du plan même et du sujet du poème. L'auteur a voulu peindre la nature sous tous ses aspects, en tous les lieux et par toutes les saisons. Il s'est dès lors interdit le choix entre les scènes et l'élimination de celles qui pourraient paraître moins intéressantes ou moins artistiques. […] C'est toute la nature que son poème doit passer en revue. […] ce parti pris de tout voir et de tout peindre a deux avantages notables. Il fait l'unité du poème ; il l'empêche de se désagréger en une série de petits tableaux indépendants et disparates ; il établit, sous la diversité des aspects, la permanence de cette force toujours renouvelée, la « Nature », qui est le héros même du poème. »

Léon Lemonnier insiste d'emblée sur l'influence de Milton, en particulier dans l'usage du vers blanc, « dont la majesté [est] indispensable pour rehausser un sujet d'observation ». Cependant, si la période, comme chez Milton, reste l'unité de style, elle n'obéit plus « à la musique intérieure, au balancement de la pensée, aux agitations de l'âme », mais se limite à son rôle descriptif, sensible aux seuls phénomènes naturels qu'elle évoque, se hâtant ou ralentissant selon leur propre mouvement, comme dans l'évocation d'une chute de neige : « Dans l'air tranquille, l'averse blanchissante descend, d'abord mince et voltigeante, jusqu'à ce qu'enfin les flocons tombent larges, drus et rapides, obscurcissant le jour de leur chute continue ». D'abord hésitante, puis s'alourdissant de ses adjectifs accumulés, la phrase s'étale enfin mollement, tout comme les flocons épaissis s'agglomèrent en tapis de neige.

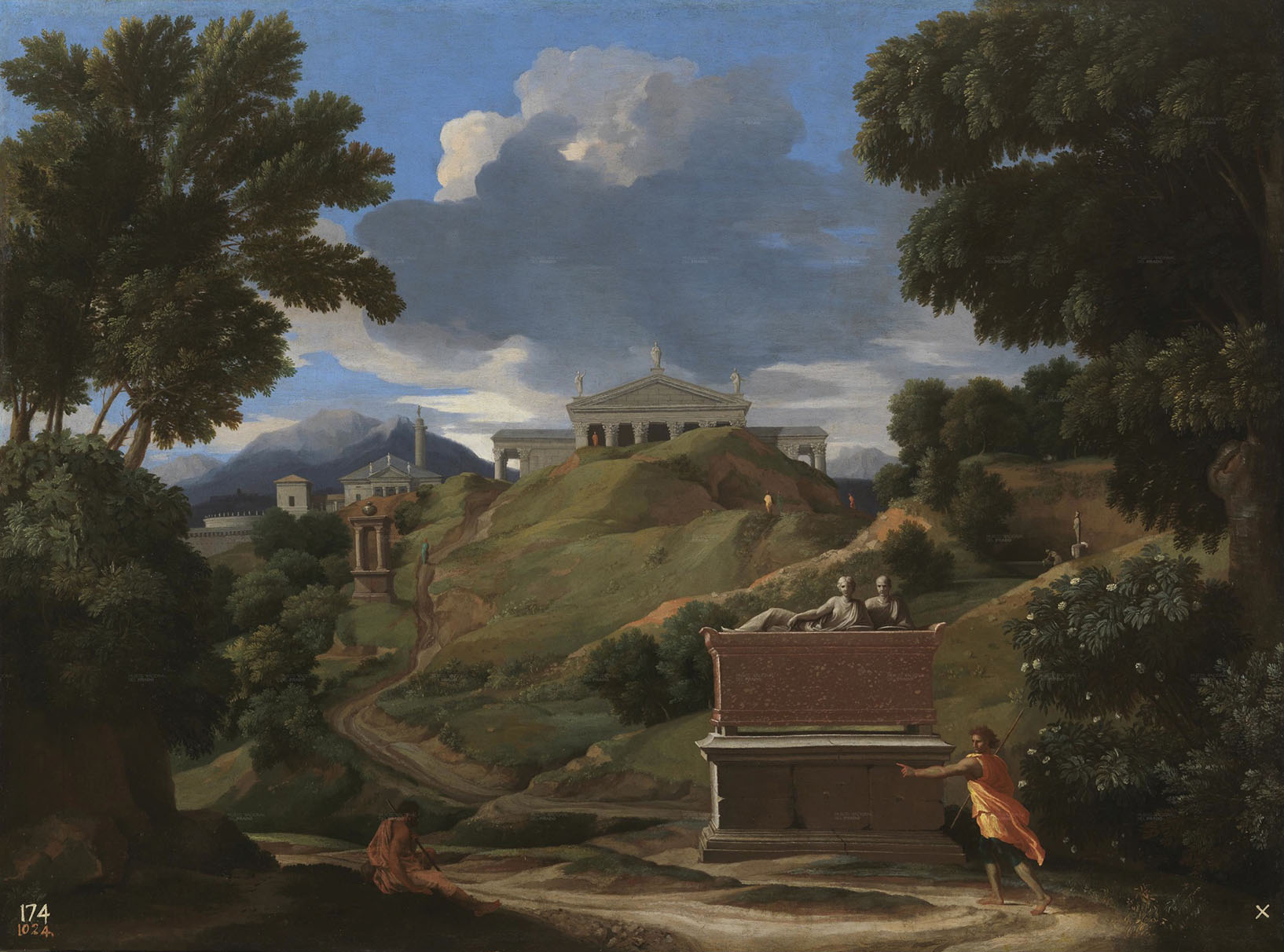
Paysage aux ruines, par Nicolas Poussin, musée du Prado.
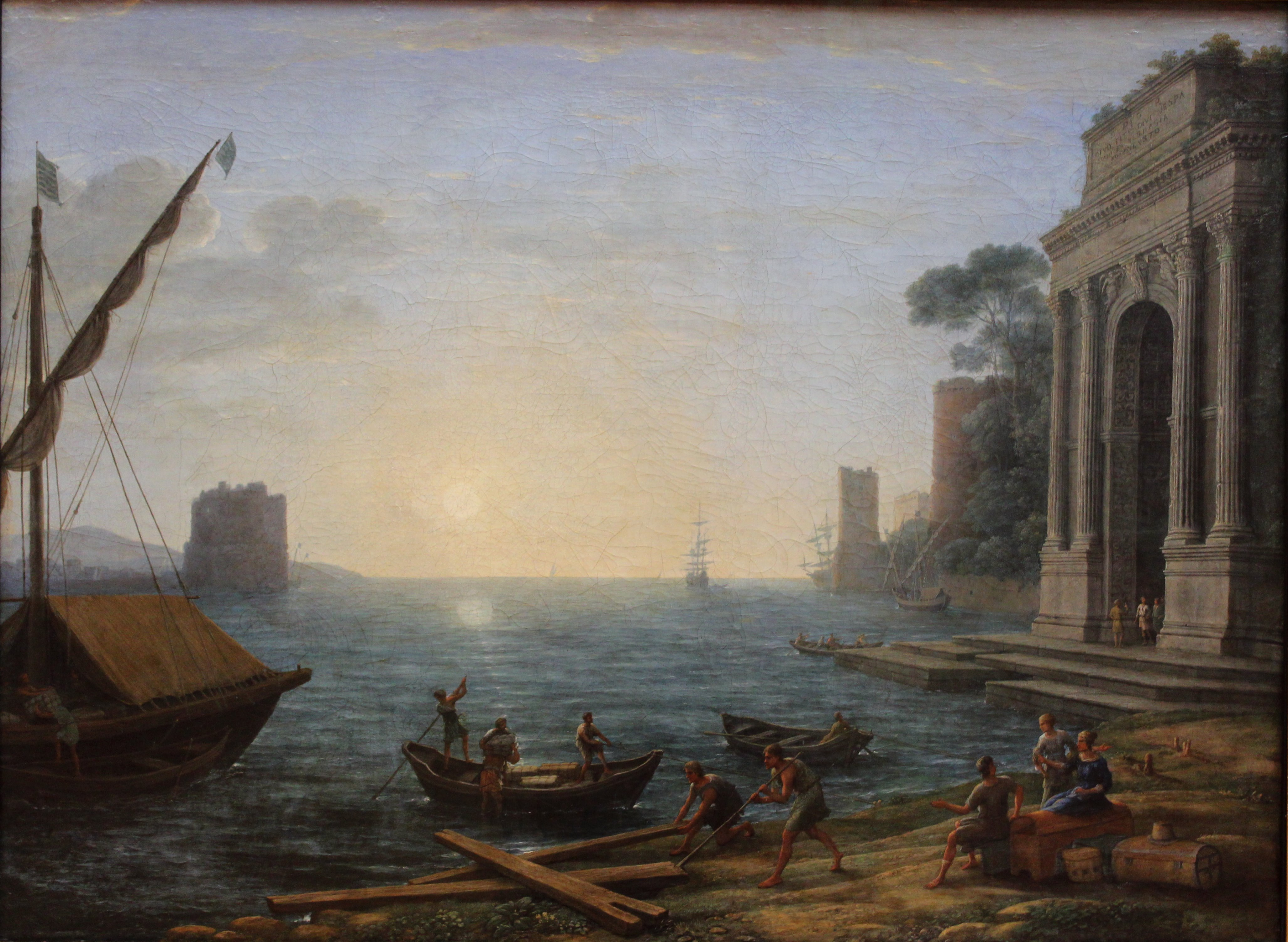
Le Lorrain, Le Matin dans un port de mer.
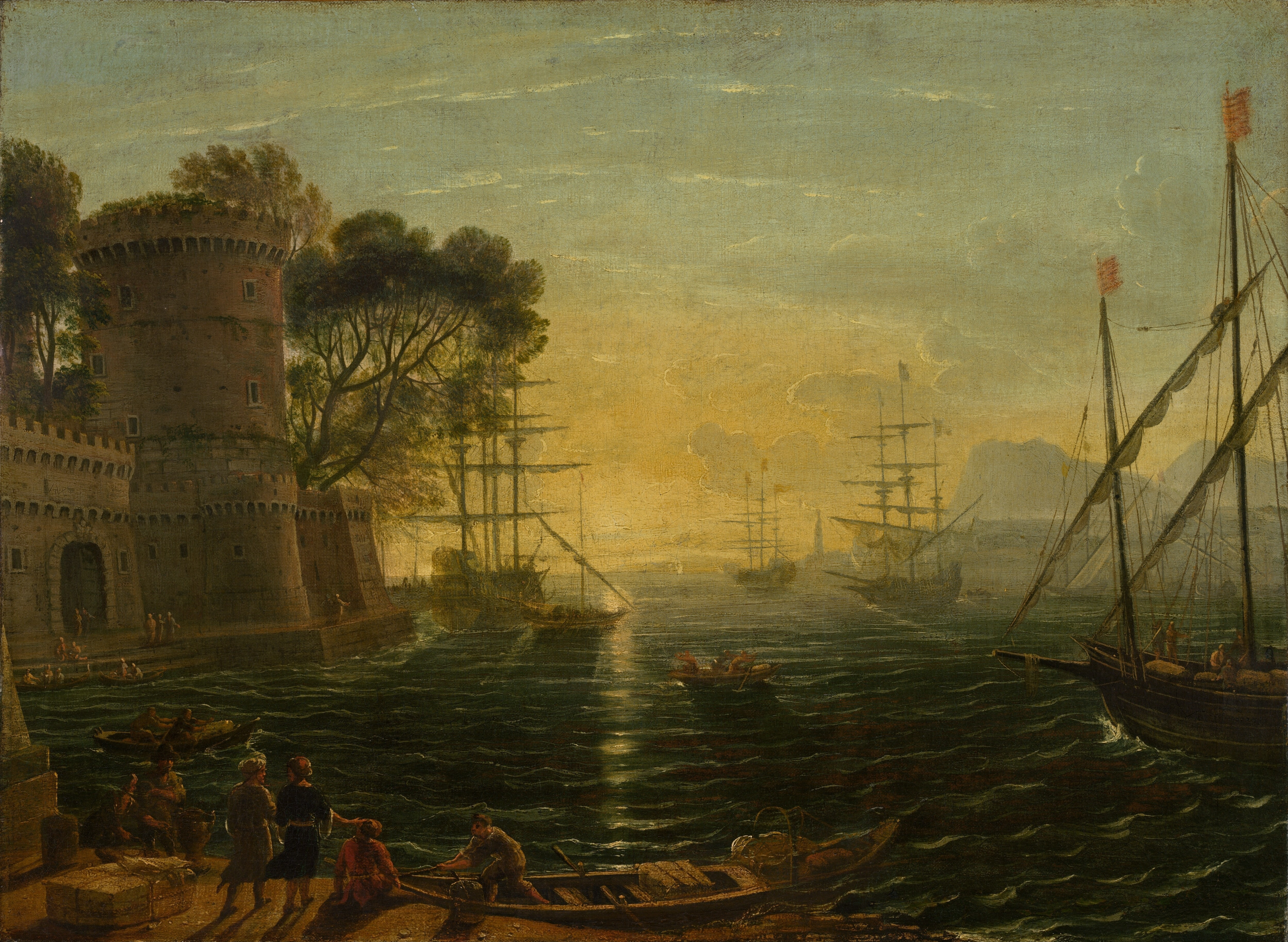
Port au soleil-couchant, par un suiveur de Le Lorrain.
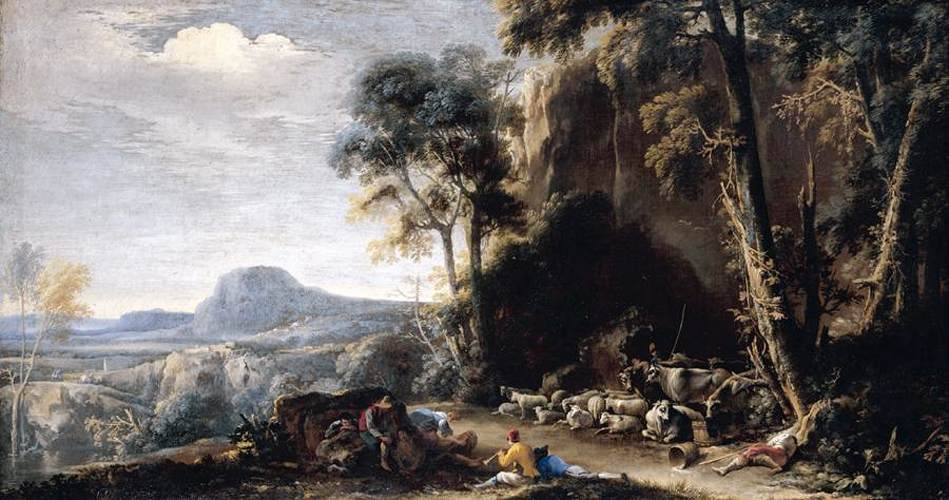
Salvator Rosa, Paysage boisé.
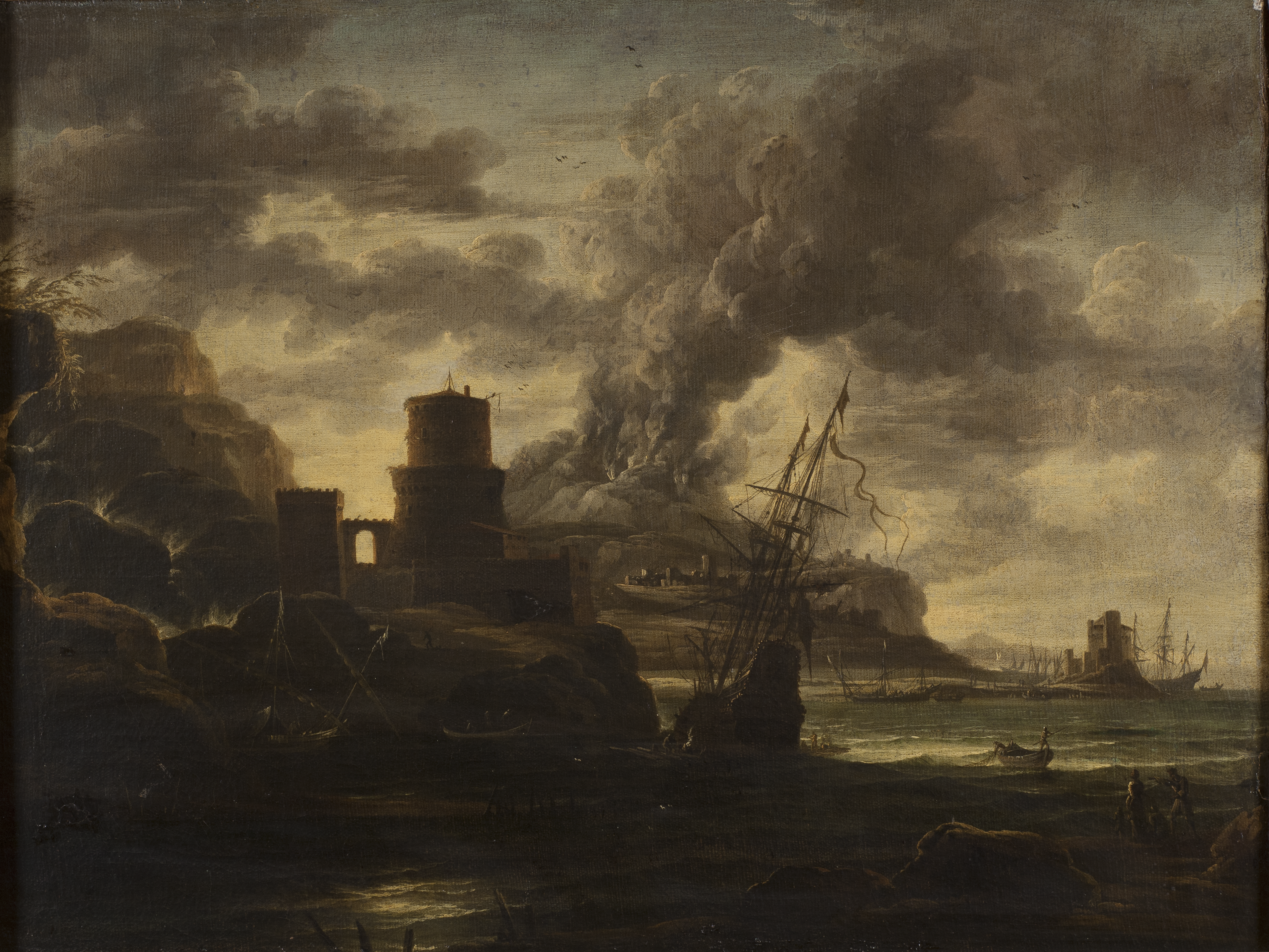
Scène de port, école de Salvator Rosa.

### Observation
Nul doute que Thomson est un grand observateur de la nature, que la plupart de ses paysages sont authentiques et qu'il a eu tout loisir de les contempler. De plus, sa démarche n'a rien de romantique, bien plus objective que lyrique : pour lui, un paysage n'est qu'un paysage, ni un état de conscience, ni une projection de soi. D'ailleurs, le pittoresque, l'insolite, voire le sauvage, ne l'intéressent pas particulièrement, encore moins le mélancolique ou le triste ; la nature est prise pour ce qu'elle est, mais sans recherche de réalisme : bien au contraire, sa tendance le ramènerait plutôt vers la convention.
Ainsi, ses paysages se réduisent à des perspectives, mot à la mode dans la première moitié du XVIIIe siècle, des prospects, vistas, tels qu'ils figurent dans nombre de tableaux de maîtres, sortes de vues à vol d'oiseau à partir d'un point d'observation privilégié. En outre, ces scènes ont tendance à rester imprécises, parfois brouillées, sans contours appuyés, ni détails, ni netteté. On songe à quelque enseignement de Joshua Reynolds à l'adresse de la Royal Academy dont il devint le premier directeur : « le peintre doit s'élever au-dessus du concret »,. D'ailleurs plusieurs des notations de Thomson semblent directement empruntées aux peintres de l'époque : par exemple, il lui arrive de décrire des manifestations de la lumière, vibrations, frémissements, reflets tremblants à la surface des ruisseaux dévalant les pentes ; pratiquement stéréotypées, elles sont inspirées par des tableaux et Thomson les reproduit quasi-mécaniquement, comme s'il les avait assimilées une fois pour toutes : là, Le Lorrain, ailleurs, Poussin et, parfois, Salvator Rosa aux sombres paysages qu'illuminent en contraste des pans quasi-translucides,.
Cependant les couleurs n'abondent pas dans ces paysages qui restent souvent sombres ou alors se colorent de façon monochrome, lors d'un gros-plan : un vert très pâle (wan) en cette fin d'automne, à la fois très anglais et aussi très pastoral, mais en train de s'étioler (declining green).
| « But see the fading many-colour'd woods. Shade deepening oyer shade, the country round Imbrown; a crowded umbrage, dusk, and dun, Of every hue, from wan declining green To sooty dark. » | Voyez-vous s'étaler les bizarres couleurs ? Leur voûte s'obscurcit et l'ombre y couvre l'ombre. Le feuillage revêt la teinte brune et sombre, Et de différents tons se trouve nuancé ; Il passe d'un vert pâle au noir le plus foncé. |

La traduction de Paul Moulas n'a rien de fidèle : les nuances sont escamotées et manquent diverses notations de Thomson : wan green (vert pâle), imbrown (embruni), dusk (crépusculaire) , dun (bistre), sooty dark (noir comme de la suie). Cette couleur ainsi sélectionnée apparaît comme une fugitive dominante de vision, une simple liste, comme un coup d'œil jeté furtivement, le poète en restant là. Il en est de même pour d'autres, ainsi celles des fruits de la treille qui déclinent les variantes du « rouge », virant au « violet », après avoir franchi le cap du « rubicond », (red, ruddy, empurpled). Quelques autres apparaissent ici ou là, mais plutôt que d'émaner des paysages, elles semblent n'être que des artifices typiques du vocabulaire poétique (poetic diction) : ainsi de roseate (rosâtre) ou de cerulean (céruléen), souvent utilisés comme passe-partout verbaux,.
Pour autant, l'observation de Thomson paraît originale tant elle renouvelle les habitudes par une approche fondée sur l'observation scientifique : chez lui, ce n'est pas la nuit qui tombe, mais le soleil montant à l'Orient qui s'enfonce à l'Occident ; le soir envoie sur la terre des cercles d'ombre successifs et de plus en plus obscurs, selon la théorie émise par Newton des ondes lumineuses.
De plus, même si ses descriptions restent souvent statiques, lui-même ne reste point passif, mais prend activement part aux phénomènes qu'il décrit, se servant de ses propres sensations, mettant son corps à contribution, ne serait-ce que par la contraction réflexe des muscles et les réactions du système nerveux au froid et au chaud. Ainsi, la description s'intéresse au moment précis où une sensation est sur le point de rejoindre la perception : comme l'explique Léon Lemonnier, « Thomson prend la réponse du corps à son début, au moment où les nerfs sensoriels commencent à réagir sur les nerfs moteurs, où la chaleur se manifeste par la sueur qui va perler, le froid par les poils qui vont se hérisser. Le plaisir et la douleur physique sont là sous leur forme rudimentaire, instinctive, animale ; on sent que la chair s'étale sous le plaisir ou se rétracte sous la douleur ».
À cela, s'ajoute un don d'intuition, par exemple la reproduction de l'atmosphère des déserts d'Arabie, avec des impressions de chaud et d'immensité, mais sans couleur, ni son, ni odeur, ou encore de Sibérie où erre l'exilé russe dans les étendues gelées : rien de blanc ici, seuls « la fatigue d'un œil condamné à ne rien voir et un accablement musculaire causé par la lourdeur des fardeaux de neige, par la solidité des rivières ».

### Émotion
Roger Martin commence son introduction à une édition française du poème de Thomson par cette profession de foi : 

« Dans Les Saisons, la nature s'anime et palpite dans le changement continu qui marque le déroulement des heures, des jours, des saisons. Le soleil se suit du lever au coucher, l'air s'irrite ou s'apaise, se voile ou resplendit. Hommes, bêtes, fleurs, rochers jouent les scènes d'un drame : c'est le concert des amours printanières, ou l'éclosion des fleurs du jardin, ou tout le village venu dans le pré pour la fenaison. De tout cela, naît une émotion que le poète transmet au lecteur : alors, ses perceptions sont une sorte de joie, et il se réjouit de percevoir. Entre les joies et la tristesse prêtées à la nature, et celles que l'homme éprouve, le rapport se forme, l'accord retentit. Dans l'ardeur du printemps, le poète verse son ardeur. Nul n'avait encore perçu comme lui la mélancolie de l'automne : son émotion sympathique pénètre dans l'âme des choses, et commence avec elle. »

Léon Lemonnier partage lui aussi la dramatisation prêtée au poète : 

« Il éprouve les sentiments d'un homme qui a oublié ses propres soucis, ou les émotions d'un animal qui dépend étroitement de la nature. Ainsi cet auteur dramatique voit le drame angoissant que constitue le phénomène le plus simple de la nature. Et c'est l'émotion qui donnerait un récit ou même un drame, non seulement parce que le poète rapporte une série d'actions dans l'ordre même du temps, mais aussi parce qu'il laisse attendre quelque chose, toute la nature appelle la chute de la pluie, l'espère, la désire avec impatience. La pluie devient un personnage dont on souhaite l'entrée en scène. C'est si dramatique qu'il y a une sorte d'angoisse physique dans l'attente. »

De tels jugements pourraient relever de ce que Pierre Carboni appelle un « révisionnisme romantique », car, en apparence du moins, aucune subjectivité ne transpire de ces descriptions. Pourtant Constable et Turner se sont inspirés de certains vers du poème pour créer des tableaux, ce qui semble accréditer l'idée que Thomson a été perçu comme un précurseur au tournant du Romantisme.
Pierre Carboni est plutôt d'avis que chaque saison, d'abord par l'apostrophe qui lui sert de prélude, est allégorisée, non tant par concession au goût mythologique de l'époque, mais de façon personnalisée, « la saison devenant elle-même emblème et une transition sémantique et esthétique [s'établissant] […] entre [l]'invocation et [un] personnage ». Au-delà des dédicaces historiques, en effet, émergent des personae , par exemple l'ermite-voyant, le bûcheron, etc., autant de variantes du sujet-poète : alors s'expliquent les émotions, la jovialité, la mélancolie, la frayeur, associées à la musique poétique de l'ensemble. « Le degré d'assimilation est tel, écrit Carboni, que la saison extérieure, élément matériel de l'allégorie, finit par ne faire plus qu'un avec l'émotion qu'elle métaphorise », et in fine, certains éléments autobiographiques laissent à deviner l'origine du « je » poétique.

### Résultat
La publication des Saisons changea le regard du monde littéraire sur la nature, qui se fit désormais plus direct et plus enthousiaste. Certes, un hommage de pure forme lui avait toujours été rendu, mais le mot même était resté comme abstrait au sein de la communauté de poètes urbains.
Les Saisons captivèrent d'emblée l'imagination de ceux qui connaissaient le monde naturel de façon plus intime et, pendant presque un siècle, pratiquement chaque campagnard qui s'adonnait à la poésie reconnut sa dette envers Thomson.
Sans doute parce qu'il écrivit sur un sujet et d'une manière différents des habitudes contemporaines, mais sans déranger les théories depuis si longtemps en vigueur. En douceur — pourrait-on dire —, il leur ajouta la connaissance newtonienne et, en élargissant sa vision, révéla de nouveaux délices. Son manque de radicalité ne gêna en rien ses innovations, et il réussit à peindre une évocation passablement exacte et le plus souvent objective de l'année rurale, si bien qu'il fut reconnu tant à la ville qu'à la campagne comme le porte-parole de la nature extérieure.

## L'homme et le paradigme newtonien

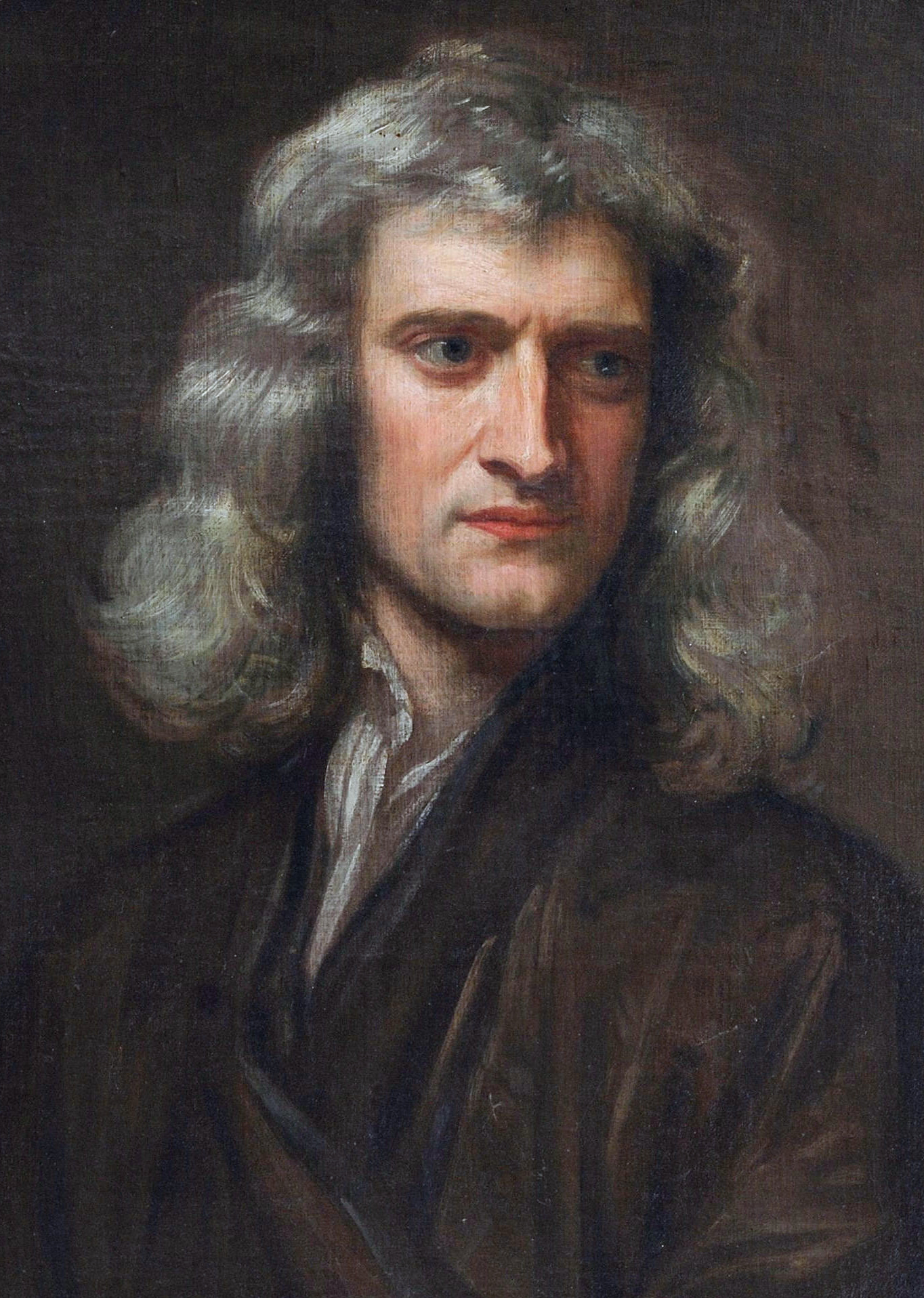
Portrait d’Isaac Newton âgé de 46 ans par Godfrey Kneller (1689).

Si Thomson fait sien le modèle newtonien de l'ordonnance mathématique de l'univers, il n'en révèle pas moins ses failles dans les manifestations individuelles du monde des vivants. Il y a là un contrepoint thématique qui se manifeste, sur le plan formel, par l'absence d'agencement strict dans chacun des poèmes, le poète se laissant aller au gré de ses perceptions, de ses associations d'idées ou de son imagination, « absence de méthode » que note Samuel Johnson, née de la tension entre le paradigme newtonien et l'émergence d'un paradigme biologique.

### Dessein de l'univers et métaphore poétique
Le newtonianisme s'est rapidement diffusé dans les universités écossaises dès 1680, sous l'influence de professeurs souvent mathématiciens et astronomes. À Londres, Thomson a retrouvé leurs théories à travers la diaspora écossaise et a même eu l'occasion de les approfondir auprès de James Stirling (1692-1770), disciple du maître en personne, auquel le futur poète des Saisons dédia un panégyrique (A Poem Sacred to the Memory of Sir Isaac Newton), à la suite de son décès en mars 1727,.
Selon Newton, l'univers apparaît comme un cosmos doté de lois pérennes et régi par un dessein bienveillant,.
Or, dans Le Printemps, l'aube de la Création laisse à voir ce dessein originel nimbé de sentiments humains, afflux de raison et de bienveillance qui garde à l'harmonieuse nature « le sourire aux lèvres ». De fait, comme le note Pierre Carboni, par ce glissement métonymique d'ordre esthétique, l'observation scientifique se teinte d'un optimisme subjectif ; c'est pourquoi la Création apparaît heureuse, et la syntaxe du poème s'hébraïse pour lancer l'anathème envers quiconque hésiterait à partager l'enthousiasme de l'acte créateur :
| « Let no presuming impious Railer tax Creative Wisdom, as if Aught was form'd In vain, or not for admirable Ends. Shall little haughty Ignorance pronounce His Works unwise, of which the smallest Part Exceeds the narrow Vision of her Mind? » | Dans sa présomption que le railleur impie Se garde de fronder la sagesse infinie. Comme si quelque chose était formé en vain, Et ne nous cachait pas une admirable fin. Faudra-il que toujours l'ignorance grossière Accuse en son orgueil de manquer de lumière Le Créateur dont l'œuvre en sa dimension Passe de son esprit la courte vision ? |

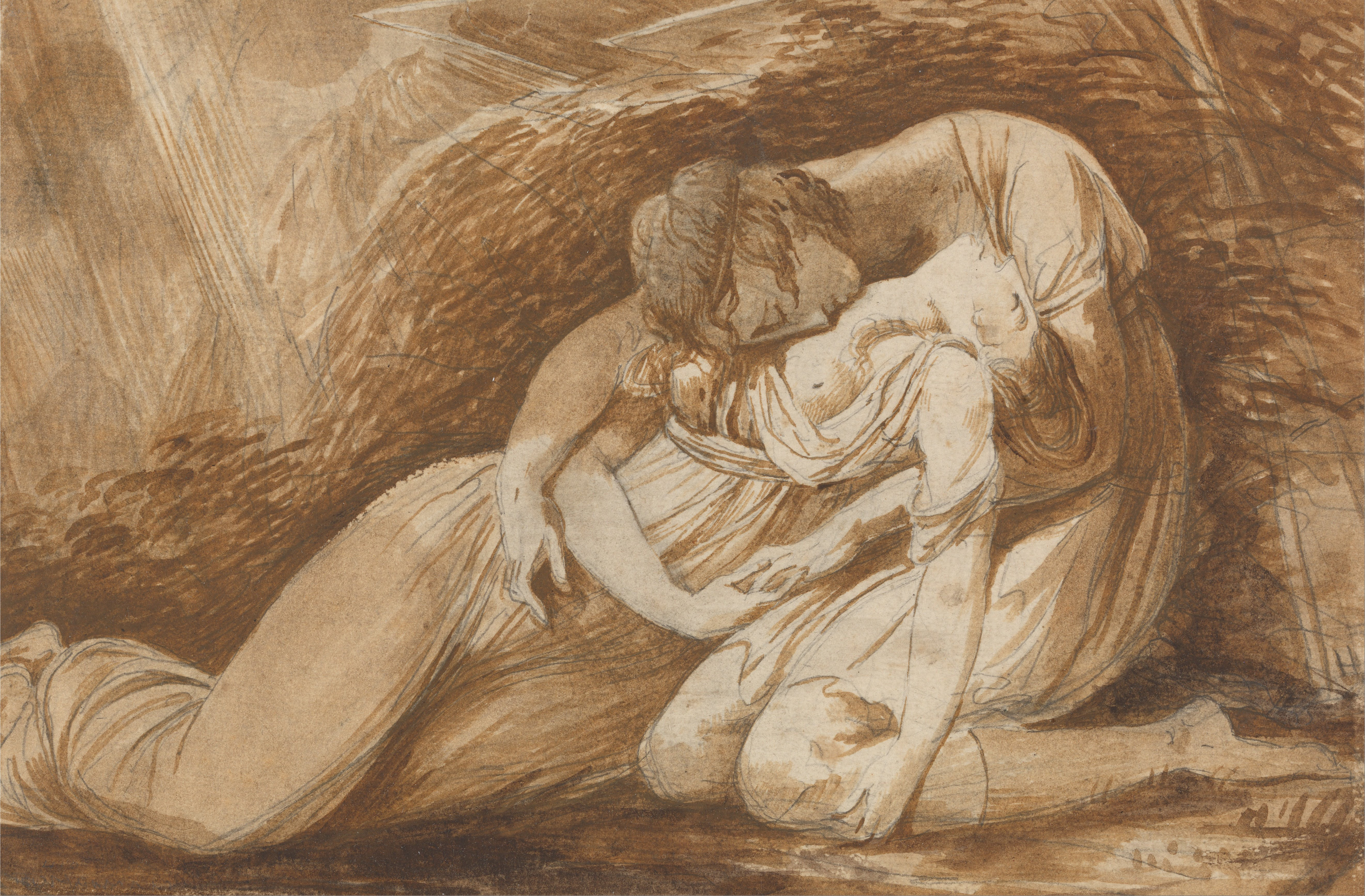
Amélia mourant dans les bras de Céladon, par Alexander Runciman (1736-1785).

Pourtant, malgré les douceurs printanières, sourd une inquiétude devant l'éventualité de catastrophes, vents de l'est, mildiou, gelées tardives ; plus tard, l'été entraîne l'imaginaire vers des savanes lointaines ou des déserts meurtriers, ; toujours au zénith de l'année, Thomson insère le récit des amours de Céladon et Amélia, bergers d'Arcadie dont la fidélité et la vertu sont anéantis par la foudre aveugle (Descends the fated Flash). Ici, comme le fait remarquer James Sambrook, le poète rappelle le pouvoir de Dieu et l'incompréhension de l'homme envers ses voies impénétrables, le jeune couple connotant, en particulier, son prototype biblique Adam et Ève.
Une telle violence naturelle génératrice de chaos témoignerait a priori du divorce entre la régularité mathématique du cosmos et les considérations morales de l'homme. Pourtant Thomson ne réfute pas l'optimisme scientifique : si, comme l'écrit Pierre Carboni, « le Créateur permet parfois aux puissances naturelles d'anéantir l'innocent, c'est qu'en règle générale il les oriente à la vie et à l'être, en les affranchissant des nécessités de la justice humaine ».

### Monde naturel et monde moral: le paradis retrouvé
Si l'homme est assujetti à la puissance de la nature, les mondes naturel et moral restent unis par un lien organique. Le progrès est continu, fondé sur la croissance économique et l'expansion concomitante des institutions sociales et culturelles, cercle vertueux reproduisant sur le plan historique le modèle mathématique appliqué à la nature. Ainsi, la ronde des nations reproduit celle des planètes et des saisons, et en finale, l'Hymne met l'accent sur une puissance divine, quelle qu'elle soit, orientée vers le bien :
| « Mysterious Round! what Skill, what Force divine, Deep-felt, in These appear! A simple Train, Yet so delightful mix't, with such kind Art, Such Beauty and Beneficence combin'd; Shade, unperceiv'd, so softening into Shade; 'And all so forming an harmonious Whole. » | Ô changeantes saisons, quelle force divine Quel occulte pouvoir vous règle et vous domine ? En vous quel ordre simple et pourtant varié, Toujours à nos besoins si bien approprié ! Où tant de beauté règne, unie à la largesse ! Ombres qui vous fondez avec tant de mollesse Dans l'ombre qui vous suit, votre accord merveilleux Produit par son ensemble un tout harmonieux. |

Pourtant Thomson montre, en particulier dans L'Automne et L'Hiver, que le barbare et le civilisé co-habitent en l'homme et que ce paradoxe fait écho aux « contradictions internes du macrocosme naturel » : la chasse est condamnée, dont la violence sanguinaire perturbe l'harmonie universelle ; à cela s'ajoute la légende des loups déterrant des cadavres dans les cimetières, symbolisant la corruption humaine. Ainsi, au sein de l'ordre cosmique, se déchaîne le désordre intérieur des passions, façon, écrit Tim Fulford, « de politiser le paysage ».
Refuge imaginaire devant le chaos, mythe d'un paradis retrouvé, « en démontrant l'harmonie de la nature et en incitant [les hommes] à la reproduire dans leur vie, le poème scientifique devient alors le lieu d'un retour à l'Éden ». Tel est aussi le pouvoir de la poésie qui, par sa musique, se fait l'écho de l'harmonie des sphères. Dans cette vision pythagoricienne, le langage poétique révèle une réalité invisible par ses propriétés harmoniques : au terme de ce parcours initiatique, le poète se trouve en étroite communion avec la nature et, à son tour, l'insuffle aux hommes :
| « Now the soft Hour Of Walking comes: for him who lonely loves To seek the distant Hills, and there converse With nature; there to harmonise his Heart And in pathetic Song to breathe around The Harmony to others. » | Voici de la journée L'heure que va choisir le pensif promeneur Qui solitairement et guidé par son cœur, Délaisse les chemins qu'on suit à la campagne Et cherche la nature au pied d'une montagne. Avec elle c'est là qu'il aime à converser. D'harmoniser son cœur on le voit s'efforcer. Dans ses chants, il voudrait, au gré de son envie, Répandre autour de lui cette heureuse harmonie. |

Ainsi, Thomson se sert des merveilles et des terreurs de la nature pour renvoyer à un « Verbe créateur qui fonde en même temps l'origine de la voix poétique de celui qui les célèbre » : « Nature, mère auguste, ô toi dont la faveur / En cercle devant nous dans leur marche ordonnée  / Déroule les saisons, ceinture de l'année, […] Vous vents, qui maintenant commencez à souffler / Balayant tout, ma voix a besoin de s'enfler / Pour atteindre à la vôtre : êtres pleins de puissance. ».

## Héritage de laPoetic diction
La Poetic Diction se traduit généralement par « langage poétique », mais l'expression anglaise, surtout depuis la mise en cause de Wordsworth dans la préface des Ballades lyriques (Lyrical Ballads) publiée en 1798, renvoie essentiellement à la période ayant précédé l'avènement du Romantisme.

### Aperçu de laPoetic diction
Illustrée par de nombreux poètes qui l'ont à la fois enrichie et figée, elle est devenue un ensemble de stéréotypes obligés, se caractérisant par l'abondance des latinismes, purple (pourpre, violet) signifiant bright (brillant), horrid (horrible) remplaçant rough (rude), etc., l'usage fréquent de périphrases, telles the feathered choir (le chœur ailé) pour birds (oiseaux), the finny tribe (la tribu argentée) pour fish (poisson), one fleecy wealth (une abondance de toison) pour sheep (moutons), etc. À cela s'ajoute un stock de mots et d'expressions toutes faites, souvent rimant entre eux, comme gale, vale, dale (vallée, vallon, clairière), des vocables issus du fonds poétique caractérisant un personnage banal ayant peu à peu basculé dans la pastorale et ayant acquis ce faisant un certain attrait, voire — ne serait-ce que provisoirement — un réel cachet poétique, ainsi swain (le gaillard), nymph (jeune fille au bain), ou des clichés censés relever d'une langue châtiée, tel azure main (l'immensité azurée), désignant l'étendue marine. L'usage des adjectifs composés fait aussi florès, comme incense-breathing morn (matins au souffle d'encens), rosy-bosomed hours (matins frais comme roses), ou encore celui des adjectifs en « y », tels wingy, dewy, balmy, lawny, stenchy, sleeky, etc. (ailé, doux, embaumé, telle une pelouse, puant, lisse).

### Résultantes historiques personnelles

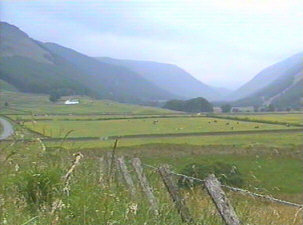
Paysage des Scottish Borders.

Certains traits de ce langage poétique pourraient s'expliquer par l'histoire personnelle de Thomson : les nombreux latinismes, par exemple, résulteraient de sa formation intellectuelle, typique des Écossais du sud en la première moitié du XVIIIe siècle. Après l'école de son village natal, le jeune garçon fut confié à une grammar school de Jedburgh, bourgade des Scottish Borders où seule la langue latine était tolérée. En 1715, il entra à l'Université d'Édimbourg d'où la langue locale, le scots, dont Thomson garda toujours les tournures et le phrasé phonologique, était bannie et où persistait le latin. À ce sujet, Sambrook prétend que la syntaxe poétique de Thomson est mâtinée d'un latin sur lequel se superpose un scots lui-même latinisé plus que l'anglais de l'Angleterre où Thomson a désormais élu résidence. Cependant, Pierre Carboni nuance ce propos en montrant que l'idiome poétique de Thomson n'est ni spécifiquement écossais, ni spécifiquement anglais : en fait, comme le souligne Linda Colley, la langue vernaculaire en est même complètement absente — alors qu'elle réapparaîtra dans la seconde moitié du siècle, particulièrement chez Robert Fergusson et Robert Burns —. « Conforme à une esthétique néo-classique, sa poésie n'est que mimesis, la langue n'y [étant] conçue que comme outil, instrument au service de l'objet ».
D'autre part, Sambrook montre que beaucoup de mots aujourd'hui utilisés dans un sens abstrait ou métaphorique, par exemple attraction (attraction), austere (austère), concoct (concocter), exalt (exalter), insipid (insipide), temperate (tempéré), etc. ont dans le poème une signification scientifique précise, souvent proche du sens latin. De même, les périphrases semblant relever du langage poétique servent en réalité à définir avec méticulosité la nature et les fonctions de l'être ou la chose
décrit. Comme le note John Arthos, au XVIIIe siècle, la nature étant le centre même de la poésie comme de la science, le naturaliste et le poète partagent sensiblement les mêmes intérêts et dans une certaine mesure le même vocabulaire ; peu à peu, ce vocabulaire commun ayant perdu ses connotations originales, s'est trouvé englobé dans ce qui est devenu le « langage poétique » (poetic diction).

### Langage revivifié
Quoi qu'il en soit, le langage poétique traditionnel est partout ; cependant, et c'est là sa véritable originalité, Thomson revivifie les tournures conventionnelles en les insérant dans une construction grammaticale inusitée. Lorsqu'il écrit « With woody hill o'er hill encompassed round », par exemple, la place de l'épithète, précédant non pas un nom isolé mais une cascade verbale, le sort de la banalité. Le procédé se retrouve dans « from peevish day to day » ou encore « from verdant stage to stage ». De même, certains mots sont employés dans un sens différent, se voyant du coup remplis d'un sang nouveau : ainsi, « bicker », un synonyme de « wrangle » (querelle, chamaillerie), mais qui, au milieu du siècle, a aussi pris un sens figuré : « un bruit, un crépitement comme le vacarme d'un ruisseau dévalant des rochers » selon le Shorter Oxford Dictionary. Un choc est parfois créé par le rapprochement imprévu de deux termes antithétiques, tels « sleepy horror » (terreur ensommeillée), un oxymore, en somme. Enfin, selon Léon Morel, l’archaïsme communique « une note de naïveté gracieuse » à des expressions telles que « half pranked with spring » qui, sans cette substitution délibérée (il aurait pu écrire « half deck'd with spring » tout en respectant la métrique du vers), paraîtraient encore plus conventionnelles.
Il n'en demeure pas moins que, malgré ses innovations à la fois sémantiques, syntaxiques et métriques, Thomson cède parfois à la facilité du mirliton et il n'est pas rare de rencontrer de ces ritournelles qu'il affectionne, comme dans le refrain du Rule Britannia qu'il composera bientôt :
| « Rule, Britannia! Britannia, rule the waves: Britons never, never, never shall be slaves. » | Règne, Bretagne, Bretagne règne sur les flots : Jamais, au grand jamais, les Bretons ne seront esclaves. |

C'est que, chez ce grand poète, restent des réflexes d'automatismes : il y a du parolier en lui ; d'ailleurs, il s'en est fait un drapeau : il évoque la simplicity of diction (un langage simple et chargé de peu de matière). Et pourtant, dans cet abandon à la facilité se niche une note de simplicité et de fraîcheur : si l'alliance entre mièvrerie et préciosité n'est pas sans affectation, les mots, eux, sont simples, des mots de tous les jours souvent, auxquels il confère de la force par son élan personnel.

### Exemple: méditation sur l'automne
Il s'agit du passage extrait de L'Automne, vers 1235-1391, mais quelques exemples tirés d'autres passages sont également mentionnés. D'autre part, les traductions de l'anglais sont volontairement littérales.
Ici, Thomson se livre à une vigoureuse satire, d'abord de la société — la « bonne » société —, ensuite de l'homme en cette société. La première cultive la flatterie, suscite l'hypocrisie, surtout à la cour, l'orgueil des sots, tous gavés de divertissements grotesques et niais ; les mots sont forts : vomits out (à vomir)  sneaking (se défilant), hollow (creux), insatiate (insatiable), loose (sans fibre morale), wanton (inconstant), idle (oisif), bleeds (saigner), etc.. Le second n'est pas en reste : prêt à tout pour le gain, porteur de guerres ravageuses, conquérant de terres usurpées, le mensonge de la justice, le crime légalisé de l'État, etc. En revanche — deuxième volet du tableau — la campagne est élevée au rang d'une institution idyllique.
Quelles que soient les références littéraires associées au diptyque, et les prédécesseurs s'étant adonnés au discours rimé, Shakespeare, Boileau, Pope, dans la grande tradition courant depuis Juvénal d'un côté, Virgile, Rousseau, etc. de l'autre, aussi bien la langue, la syntaxe, le style et la versification s'en ressentent. L'aspect satirique, surtout, confère à la langue un cachet particulier : y abondent des associations inhabituelles, par exemple « Sa coupe ne flamboie point de nectar précieux » (his bowl flames not with costly juice) où le verbe, connotant usuellement le feu, exprime a contrario le vide du récipient ; de même, le langage poétique s'applique à des scènes d'horreur, le gémissement de la veuve (the widow's wail), le cri désespéré de la vierge (the virgin's shriek), etc., autant de formules stéréotypées revivifiées par leur détournement de l'usage commun. Thomson se place sans doute plus près de Juvénal que d'Horace par la férocité des vocables, avec une insistance sémantique sur le vomissement, le sang, le labyrinthe. Pour autant, les références mythologiques abondent, témoignant de l'enracinement de sa pensée dans la culture classique : l'inspiration du poète, par exemple, tient de la « frigide » Vallée de Tempé ou du frais Hémus de Thessalie.
Si les caractéristiques syntaxiques privilégient les conventionnelles inversions des verbes, celles des adjectifs placés après le nom sont habituellement plus rares (flatterers false) (« flatteurs / hypocrites ») (vers 1742), de même que l'usage de la forme négative sans auxiliaire (knows not) (« sait / pas ») ou les doubles négations (« These are not wanting, nor…, nor… ») (Ces derniers ne manquent pas /ni… /ni…) (vers 1233). En revanche, la syntaxe suit l'émotion par la condensation de phrases contenant des mots exprimant la même idée (« Oh! knew he but his happiness, of men / The happiest he! ») (Oh ! connait / il / son bonheur, / des hommes le plus heureux / lui ») (vers 1235), par des appositions renforçant l'indignation ou le dégoût (« […] and in their turn abuses / Vile intercourse! ») ([…] et à leur tour / en abuse / démarche coupable !) (vers 1242), par l'usage anaphorique de mots répétés de vers en vers lorsque s'enfle l'effet oratoire (What though, what though) (À supposer, à supposer) (vers 1261), par des figures de style comme des constructions en chiasme (« Rich in content, in Nature's bounty rich ») (Riche / et nanti, / des largesses de la nature nanti) (vers 1259).
La versification, certes d'une régularité métronomique dans le compte des syllabes, introduit cependant de nombreuses modulations de façon à accompagner un effet stylistique, en général par la substitution trochaïque [— u] (« She [—] un [u] discovered […] ») (Elle, toujours cachée) ou spondaïque [— —] (« Fair [—] shine [—] the slippery Days […] ») (Liberty, vers 532) en début de vers, destinée à mettre un mot en exergue ou marquer le rythme par un ou, selon le cas, deux temps forts (syllabes toniques) (1235, 1237, 1238, 1242, etc.). Cette substitution initiale peut à l'occasion comporter un pied dit « pyrrhique » [u u] (syllabes atones), voué à ne point essaimer, l'accent tonique redevenant vite nécessaire. Enfin, toujours en début de vers, le iambe et le trochée s'associent parfois en un choriambe [— u u —]), ce qui imprime un mouvement de balancement incurvé. De plus, Thomson se sert très souvent de l'enjambement qui, par le chevauchement qu'il engendre, crée l'illusion que la pensée se meut par blocs, l'unité s'étalant sur trois ou quatre vers, comme dans « I solitary court / Th'inspiring breeze; and meditate the book/ Of nature » (« Solitaire, je courtise / La brise de l'inspiration, et médite sur le livre / De la Nature ») (L'Automne, vers 669-671).

### Luxuriance de la poésie

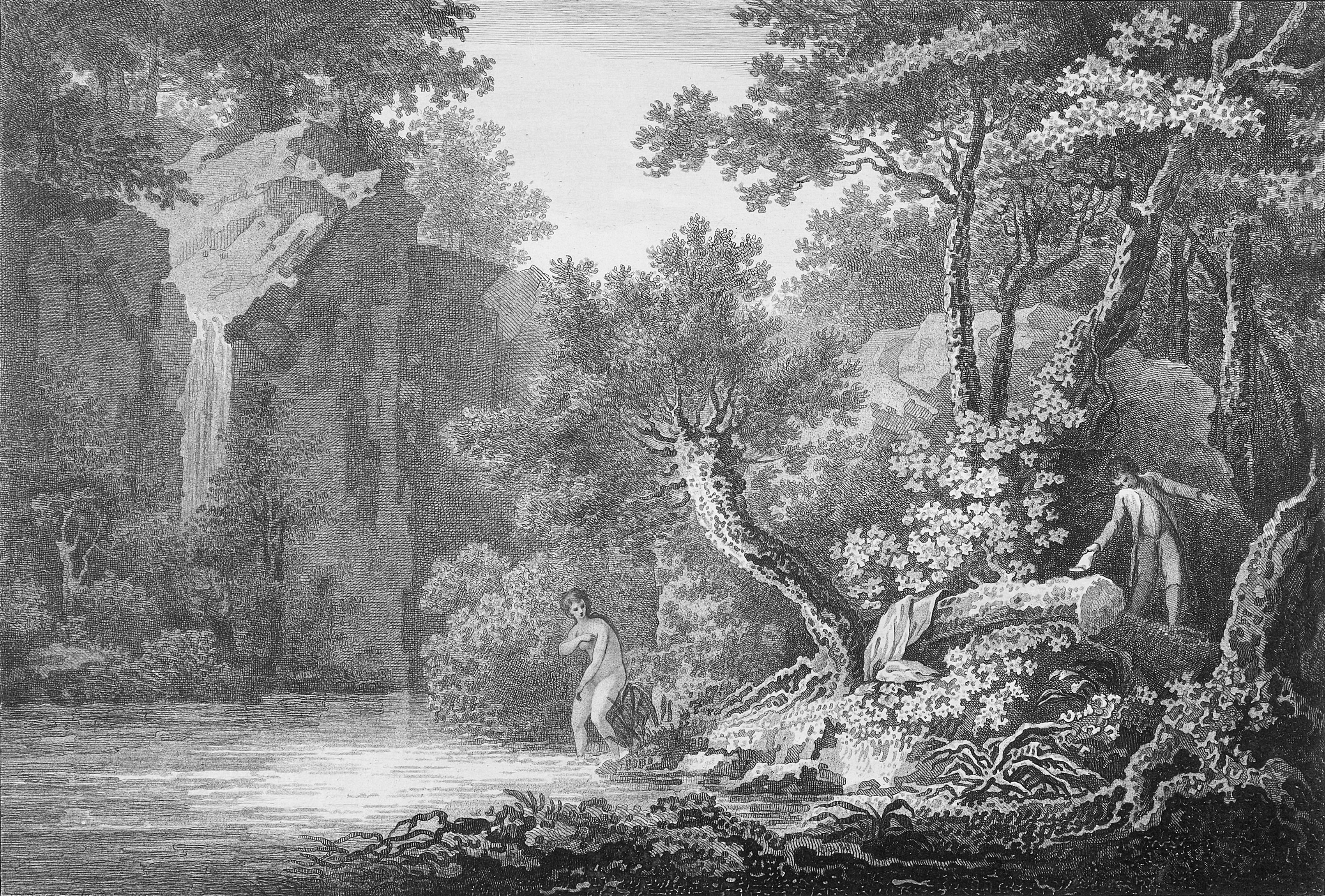
Le bain de Musidora et le furtif billet-doux de Damon, gravure de Johann Friedrich Bause d'après Bach.

L'expression est due à John More (1777) et aussi à Robert Bell (1860). Pourtant, nulle analyse n'a été faite de cette « luxuriance » avant l'ouvrage de Percy G. Adams paru en 1977. Cet auteur se préoccupe de Dryden, Pope et, outre divers poètes de moindre envergure, de l'auteur des Saisons auquel dix-huit pages sont consacrées. Pour démonter les mécanismes de la langue aussi scientifiquement que possible, Adams se penche sur les procédés de l'allitération, de l'assonance et de la consonance, ce qui lui permet de cerner le concept de « musique des mots » et de définir ce qui fait le titre de son ouvrage, « Les Grâces de l'harmonie » (Graces of Harmony).
Adams note que les deux-cents premiers vers de L'Hiver contiennent au moins cent allitérations et cent-dix assonances ; de plus la majorité des échos, générés par l'accentuation tonique des syllabes, les assonances et les consonances, sont polysyllabiques, à la différence, par exemple, de la poésie de Wordsworth, à la fin du siècle, qui en compte vingt fois moins. Dans cet exemple du Printemps, se détachent seize syllabes accentuées, chacune correspondant à au moins un écho (28-30) (« L'atmosphère du froid désormais se dégage, / Plein de vie et de feu, l'air librement voyage ; / Il pousse et chasse au loin les nuages flottants / Qu'il unit, et disperse en flocons inconstants ») :
« Th'expansive Atmosphere is crampd with Cold;

But full of Life, and vivifying Soul,

Lifts the light Clouds sublime, and spreads them thin. »
Ici, quatre assonances, deux de trois syllabes, une de quatre, et, à la fin, un écho entre cold et soul ; plus des allitérations, dont deux polysyllabiques, en [f], [k] et [l], et les consonances en [l], [t] et [dz]. Ce sont là des aides acoustiques typiques de Thomson qui se retrouvent rarement dans ses principaux modèles, Lucrèce, Virgile, Dryden et Pope.
De plus, comme Thomson a passé vingt années de sa vie à modifier, développer et peaufiner ses poèmes, se font jour de nets progrès dans sa technique. Cela apparait surtout dans L'Hiver qui, du simple point de vue de la longueur, a été multiplié par quatre. Les jeux d'assonances et de consonances, en particulier, ont été amplifiés pour faire sonner ce qu'il appelle « la musique de la langue », destinée à satisfaire l'oreille — autant que l'esprit, pour reprendre la boutade du Dr Johnson.
Dans L'Été, se rencontre l'un des plus heureux changements que Thomson ait fait : au cours du récit concernant Damon, qui, dans la version de 1727, a été témoin de la baignade de trois jeunes filles nues, dans celle de 1744, les trois baigneuses se sont trouvées réduites à la seule Musidora pour qui Damon laisse un billet, sans doute un mot doux, avant de détourner le regard et se retirer discrètement. Le récit s'amplifie musicalement dans la version finale par quatre vers bruissant d'échos lorsque Musidora découvre le message laissé par le jeune homme (vers 1336-1339) (« Saisie d'une surprise transie, / Comme en marbre changée, les sens retournés / D'étonnement demeure immobile. / C'est ainsi qu'apparaît ce prodige de l'art ») :
« With wild Surprise,

As if to Marble struck, devoid of Sense,

A stupid Moment motionless she stood;

So stands the Statue that enchants the World. »
L'allitération sur cinq syllabes frappe d'emblée l'oreille, mais Thomson y ajoute un autre effet en [m] et trois assonances courant sur huit voyelles, tout cela pour rendre de façon acoustique la surprise qui statufie la jeune fille.
Le vers blanc, plus naturellement que le dystique héroïque, semble favoriser l'osmose entre le son et le sens, ne serait-ce que par sa facilité onomatopéique : ainsi se trouve dans L'Été, A Season's Glitter! Thus they flutter on (édition de 1744, vers 348) ; ou encore, avec des réminiscences du De Natura Rerum de Lucrèce, des effets de crépitement, de ruissellement, de roulement de percussions ; de même, le cri de la chouette (L'Hiver, vers 141-143) capté par les phonèmes [s] et [l] et la diphtongue [au] : « Assiduous in his Bower, the wailing Owl / Plies his sad Song » (Le hibou solitaire en son-trou se cachant / Répète de nouveau son lamentable chant).
Tous ces procédés concourent à la richesse flamboyante de cette poésie, mélange de diction néoclassique et d'un langage d'une prodigalité foisonnante, réverbérant d'échos générés par des séries de sons multipliés. De leur rencontre s'élabore peu à peu une partition musicale, non pas parallèle au sens, mais intégrée et surgissant de l'intérieur. Ainsi, la poésie des Saisons contient une dimension phonique d'une qualité plus qu'ornementale, mais participant viscéralement de l'expression,.

## Influence

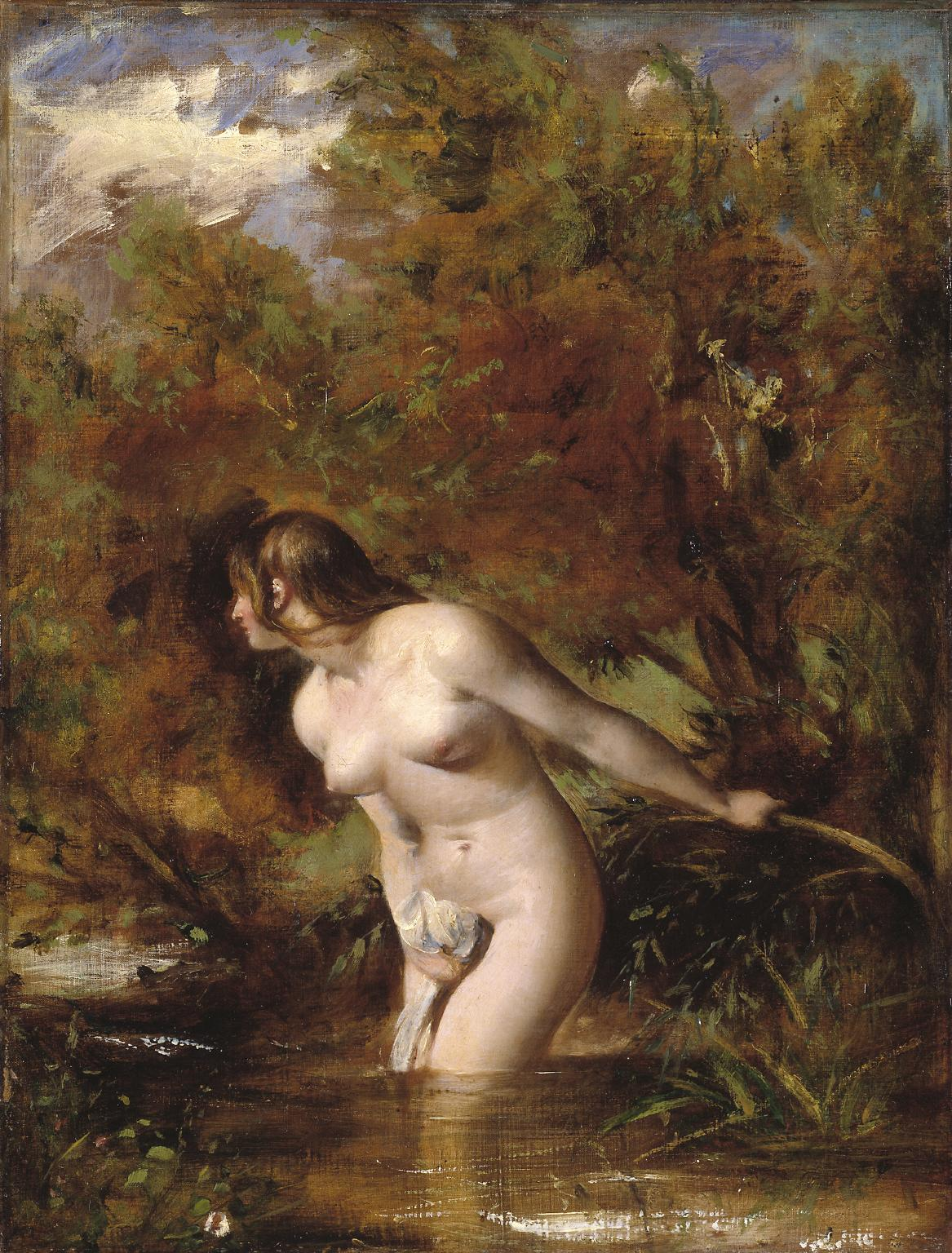
Musidora : la baigneuse alarmée par la caresse du vent, par William Etty.
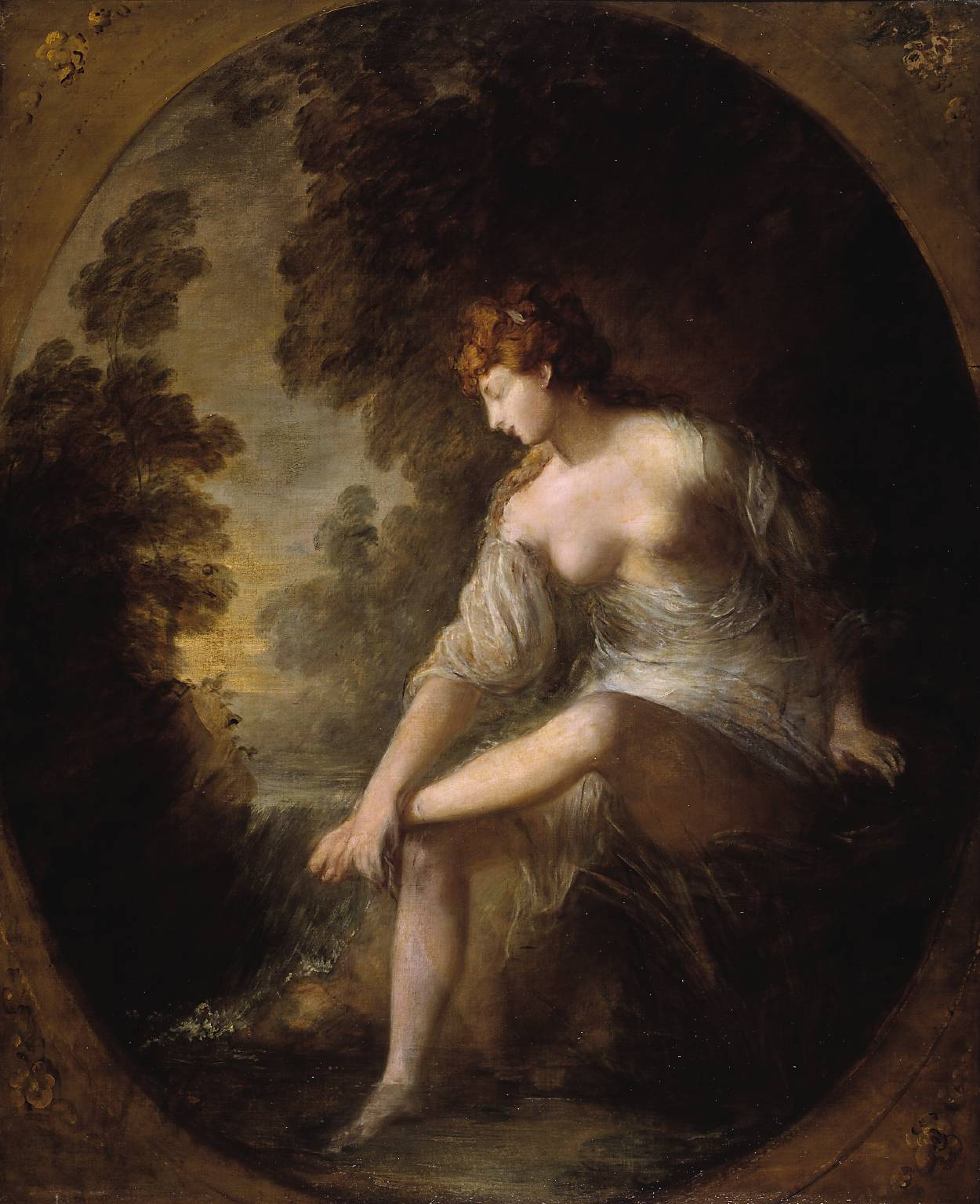
Musidora par Thomas Gainsborough vers 1780–1788.
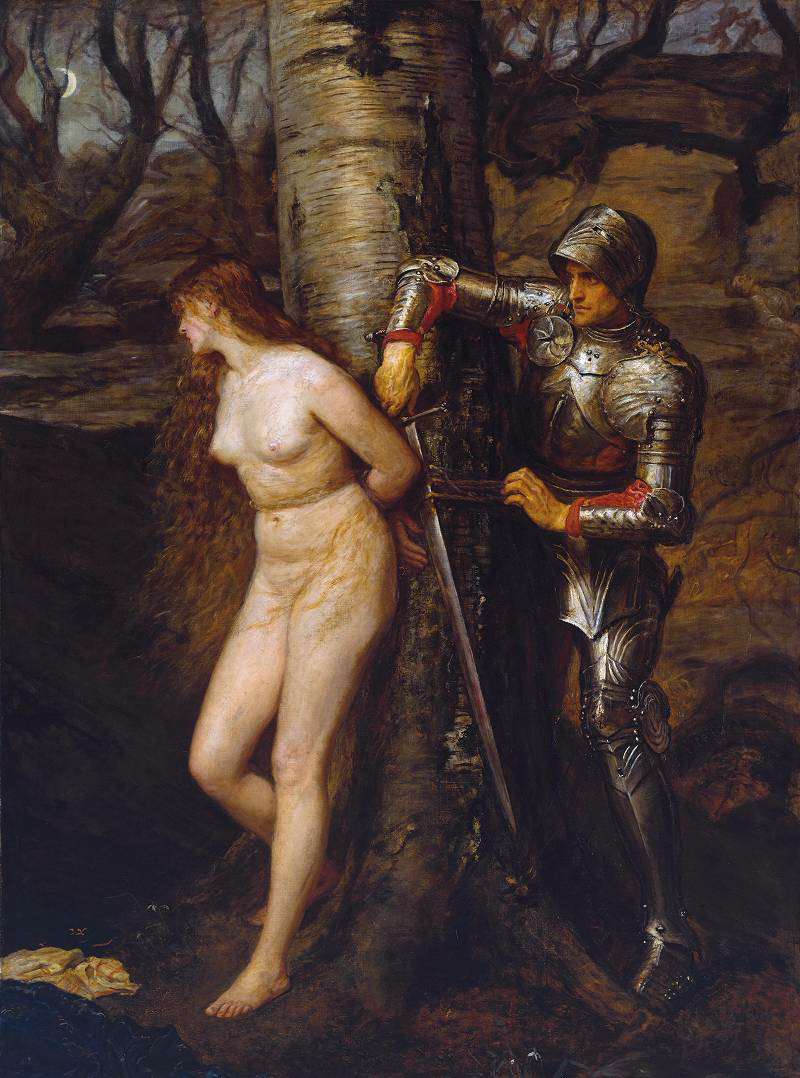
Le Chevalier errant de John Everett Millais, 1870, vraisemblablement influencé par Musidora.
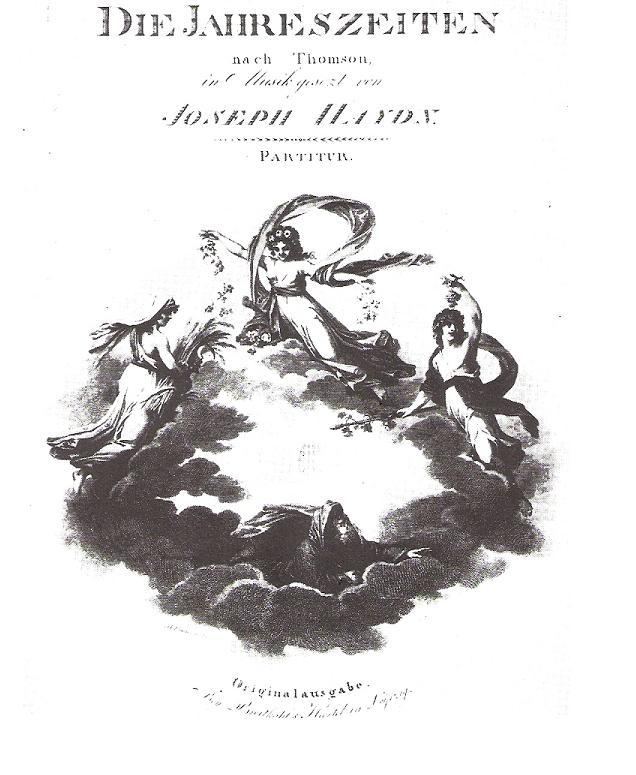
Première édition de l'oratorio Les Saisons de Haydn.

Les Saisons a été traduit en allemand dès 1745 par Barthold Heinrich Brockes, traduction ayant inspiré le baron Gottfried van Swieten dont le texte a servi de livret pour l'oratorio de Haydn, Hob.XXI.3, Les Saisons,.
En 1792, diverses estampes ont été réalisées par Thomas Medland, Anker Smith et John Neagle pour illustrer le poème.
La baignade de Musidora, dans L'Été, a inspiré des peintres tels que Thomas Gainsborough, William Etty (Musidora: The Bather 'At the Doubtful Breeze Alarmed') et Johann Sebastian Bach.
Le naturaliste français Joseph Philippe François Deleuze (1753–1835) a traduit le poème en prose en 1801.

#### Texte
- (en) The Seasons (Thomson) (Wikisource anglophone)
- (en) James Thomson et James Sambrook (ed. scientifique), The Seasons and The Castle of Indolence [« Les saisons et Le Château d'Indolence »], Oxford, Clarendon Press, coll. « Oxford paperback English texts », 1972, xxviii-251, 20 cm (ISBN 0-1987-1070-4).

#### Traductions en français
- James Thomson (trad. Joseph Philippe François Deleuze, ill. d'après Le Barbier par P. Baquoy, Dupréel, Patas et Dambrun), Les Saisons, de Thompson (traduction en prose), Paris, (Impr. de Guilleminet ; libraire Deterville), an x, 1801, pl. gr. ; 420, in-8.
- James Thomson (trad. Paul Moulas, préf. André-Joseph-Ghislain Le Glay), Les Saisons [« The Seasons »] (traduction en vers), Lille, (impr. de L. Danel), 1853, 257 p., in-8 (ISBN 4-7362-4618-9, lire en ligne).

#### Correspondance et documents
- (en) James Thomson et Alan Dugald McKillop (éd. scientifique), Notes and Documents : James Thomson, 1700-1748. Letters and documents, Laurence (Kansas), University of Kansas Press, 1958, xi. 225, in-8° (OCLC 503936607).
- (en) Alan D. McKillop, « Two More Thomson Letters » [« Deux autres lettres de Thomson »], Modern Philology. Critical and Historical studies in Literature, Medieval through Contemparary, Chicago, The University of Chicago Press, vol. 60, no 2,‎ novembre 1962, p. 128-130 (lire en ligne, consulté le 23 février 2017).

#### Ouvrages généraux
- (en) Samuel Johnson, George Birkbeck Hill (ed. scientifique) et Harold Spencer Scott, Lives of the English Poets : with brief memoir of Birbeck Hill by… Harold Spencer Scott [« Vie des poètes anglais avec un bref mémo à propos de Birbeck Hill par Harold Spencer Scott »], vol. 3 : Swift-Lyttelton, Oxford, Clarendon Press, 1905, 568 p., 3 vol. ; in-8 (lire en ligne), « Thomson », p. 281-301.
- (en) Raymond Dexter Havens, The Influence of Milton on English Poetry, Cambridge, Mass., Harvard University Press, 1922, chapitre X et appendice A.
- (en) Alan Dugald McKillop, The Background Of Thomson's Seasons, Minneapololis, University of Minnesota Press, 1942.
- (en) John Arthos, The Language of Natural Description in Eighteenth Century Poetry, Ann, Arbor, University of Michigan Press, 1949.
- (en) Jean Hagstrum, The Sister Arts: The Tradition of Literary Pictorialism and English Poetry from Dryden to Gray, Chicago, University of Chicago Press.
- (en) Bonamy Dobrée, Oxford History of English Literature, vol. 7, Oxford, Oxford University Press, 1959, « English Literature in the Early Eighteen Century, 1700-1740 ».
- (en) Patricia Meyer Spacks, The Varied God, Berkeley et Los Angeles, University Of California Press, 1959.
- (en) John Frederick Nims, Western Wind : An Introduction to Poetry [« Le Vent d'Ouest »], New York, Random House, 1974, xxxvi-466, 24 cm (ISBN 978-0-3943-1231-6), p. 204-220.
- (en) Percy G. Adams, Graces of Harmony: Alliteration, Assonance and Consonance in Eighteenth-Century British poetry [« Les grâces de l'harmonie : allitération, assonance et consonance dans la poésie britannique du dix-huitième siècle »], Athens, Ga., University of Georgia Press, 1977, xii-253, 23 cm (ISBN 978-0-8203-0399-4).
- (en) Barfield Owen (Howard Nemerov), Poetic Diction: A Study in Meaning, Macon, GA, Wesleyan, coll. « Welsleyan Paperbacks », 1984, 238 p. (ISBN 081956026X).
- (en) G. Tilloson, Essays in Criticism and Resarch, vol. III, Londres, G. B. Hill, 1905, « Eighteen Cenrury Poetic Diction ».
- (en) C. A. Moore, Background of English Literature (1700-1750), 1953, « The Return to Nature ».
- (fr + en) Pierre Arnaud (trad. Roger Martin, et notices), Les Préromantiques anglais : choix de leurs poèmes [« Early English romanticism »] (texte anglais avec traduction française en regard), Paris, Aubier, coll. « bilingue Aubier », 1977 (1re éd. 1939), xxiv-352 (ISBN 978-2-7007-0067-1).
- V. Guy Laprevotte, Science et poésie de Dryden à Pope, vol. 3, Paris, Honoré Champion, 1981 (1re éd. 1977).
- (en) Linda Colley, Britons : Forging the Nation 1707-1837 [« Les Britanniques : l'élaboration d'une nation 1707-1837 »], New Haven, Yale University Press, 1992, x429, 24 cm (ISBN 978-0-3001-5280-7).
- (en) Calvin Smith Brown, Music and Literature - A Comparison of the Arts [« Musique et littérature - Comparaison des arts »], Stamford, Thompson Press, 2013, 292 p., p. 23ffk 39 et 47.

#### Publications spécifiques
- Léon Morel, James Thomson : sa vie et ses oeuvres, Paris, Hachette, 1895, 678 p., in-8 (lire en ligne).
- (en) Herbert Drennon, « James Thomson's Contact with Newtonianism and His Interest in Natural Philosophy », PMLA, vol. xlix,‎ 1934, p. 71-80.
- (en) Alan Dugald McKillop, The Background of Thomson's Seasons, Minneapolis, University of Minnesota Press, 1942.
- Léon Lemonnier, Les Poètes anglais du XVIIIe siècle : Pope. Thomson. Young. Gray. Collins. Ossian. Chatterton. Goldsmith. Cowper. Grabbe. Burns. Blake, Paris, Boivin & Cie, coll. « Le Livre de l'étudiant » (no 20), 1947, 245 p., in-16, « Thomson », p. 58-77.
- (en) Douglas Grant, James Thomson: Poet of the Seasons, Londres, Cresset Press, 1951.
- Raymond Las Vergnas, The Castle of Indolence (cours d'Agrégation d'anglais), Paris, Presses de la Sorbonne, 1956, 126 p.
- (en) Patricia Meyer Spacks, The Varied God: A Critical Study of Thomson's The Seasons, Berkeley/Los Angeles, University of California Press, 1959.
- (en) Ralph Cohen, The Art of Discrimination : Thomson's The Seasons and the Language of Criticism, Berkeley ; Los Angeles, University of California Press, 1964, xi-529, 22 cm (lire en ligne).
- (en) Ralph Cohen, The Unfolding of the Seasons, Baltimore, Johns Hopkins Press, 1970.
- (en) Robert Ferrieux, The Seasons [« Les Saisons »] (cours de licence), Pau, Université de Pau et des pays de l'Adour, 1972, 112 p.
- (en) David R. Anderson, Studies in Eighteenth-Century Culture, vol. 12, Madison, Wis., University of Wisconsin Press, 1983, « Emotive Theodicy in The Seasons », p. 59-76.
- (en) Poetry Foundation, « James Thomson : 1700–1748 », sur poetryfoundation.org (consulté le 8 février 2017).
- (en) James Sambrook, James Thomson, 1700-1748 : A Life, Oxford, Clarendon Press, 1991, 332 p. (ISBN 978-0-1981-1788-9).
- (en) Tim Fulford, Landscape, Liberty and Authority: Poetry, Criticism and Politics from Thomson to Wordsworth, Cambridge, Cambridge University Press, 1998, 272 p. (ISBN 9780521027427).
- Michèle Plaisant, « Ut Pictura Poesis : lumière et ombres dans les Saisons de Thomson » [« Telle la peinture, telle la poésie »], XVII-XVIII. Revue de la société d'études anglo-américaines des XVIIe et XVIIIe siècles, Paris, Société des études anglo-américaines des XVIIe et XVIIIe siècles, vol. 1, no 1 « Vie, formes et lumière(s). Hommage à Paul Denizot »,‎ 1999, p. 159-171 (lire en ligne, consulté le 10 février 2017).
- Pierre Carboni, « Allégorie et expression : la figure emblématique du poète dans The Seasons de James Thomson », XVII-XVIII. Revue de la société d'études anglo-américaines des XVIIe et XVIIIe siècles, Paris, Société des études anglo-américaines des XVIIe et XVIIIe siècles, vol. 58, no 1,‎ 2004, p. 169-179 (lire en ligne, consulté le 10 février 2017).
- Pierre Carboni, « Le Paradigme newtonien et les soubresauts du vivant dans Les Saisons de James Thomson : Le poème scientifique comme psaume moderne », Études écossaises, Grenoble, Éditions littéraires et linguistiques de l’université de Grenoble (ELLUG), no 12,‎ 2009, p. 33-47 (lire en ligne, consulté le 10 février 2017).
- (en) Sandro Jung, James Thomson's The Seasons, Print Culture, and Visual Interpretation, 1730-1842, Lanham, Lehigh University Press, coll. « Studies in text and print culture », 2015, xxi, 287 S (ISBN 978-1-6114-6191-6).

### Citations originales de Thomson
1. ↑  « far more harmonious than rhyme[PA 1] ».
2. ↑  « I am such a genuine lover of gardening[LM 3] ».
3. ↑  « to polish nature with a finer hand[JT 8]. »
4. ↑  « Meantime the grandeur of thy lofty dome / Far-splendid seizes on the ravished eye, / New beauties rise with each revolving day[JT 11] ».
5. ↑  « The rolling/Is full of thee[JT 17] ».
6. ↑  « And oft thy voice in dreadful thunder speaks[JT 18] ».
7. ↑  « Since God is ever present, ever felt,/In the void waste as in the city full[JT 19] ».
8. ↑  « Or where the Northern ocean, in vast whirls,/ Boils round the naked melancholy isles / Of farthest Thule, and the Atlantic surge / Pours in among the stormy Hebrides[JT 21] ».
9. ↑  « In the wild depth of winter, while without/The ceaseless winds blow ice, be my retreat,/Between the groaning forest and the shore,/Beat by the boundless multitude of waves,/A rural, sheltered solitary scene[JT 22] ».
10. ↑  « NATURE! great Parent! whose unceasing hand / Rolls round the Seasons of the changefull Year [.…] / Ye too, ye Winds! That now begin to blow, / With boisterous Sweep, I raise my Voice to you[JT 37] ».

### Citations originales des commentateurs
1. ↑  « raised the price of literature[2] ».
2. ↑  « all kinds of harmonies — natural, historical, cultural, social, cosmic[JT 6] — ».
3. ↑  « The last great poet of civilisation[8] ».
4. ↑  « Thomson's Seasons, again, looks best, I maintain it, a little torn and dog's-eared[15]. »
5. ↑  « The great defect of the Seasons is want of method; but for this I know not that there was any remedy. Of many appearances subsisting all at once, no rule can be given why one should be mentioned before another[19] ».
6. ↑  « So long, sweet Poet of the year[22] ! ».
7. ↑  « Pope, it seems, was of opinion, that descriptive poetry is a composition as absurd as a feast made up of sauces[27] ».
8. ↑  « However, despite the references to the future life (seen as an evolutionary extension upwards of the great chain of being) there is no hint of orthodox Christian revelation in the Hymn or the rest of the Seasons. Thomson's religious position appears close to deism— believing that the universe sufficiently represents God[JT 20]. »